# Die Taufe des Kämmerers
Die Taufe des Kämmerers oder Die Taufe des Eunuchen, seltener Die Taufe des Mannes aus Äthiopien, ist ein Ölgemälde des niederländischen Malers Rembrandt van Rijn aus dem Jahr 1626. Es zeigt die Taufe des Eunuchen der Kandake durch Philippus, einen der sieben Diakone, aus Kapitel 8 der Apostelgeschichte des Lukas. Das Gemälde ist im Hochformat auf Eichenholz ausgeführt und zeigt Elemente mehrerer querformatiger Gemälde von Pieter Lastman zum gleichen Thema. Dabei ordnete Rembrandt die entlehnten Teile in einer neuen Bildkomposition an und verdichtete sie gegenüber den Vorlagen seines Lehrmeisters deutlich. Das Gemälde war der kunsthistorischen Forschung völlig unbekannt, als es 1974 in einem privaten Wohnzimmer vorgefunden wurde. Aufgrund zahlreicher Ähnlichkeiten und Übereinstimmungen mit Merkmalen anderer Bilder aus Rembrandts Frühwerk wird das Bild seither durchgehend als Original von der Hand Rembrandts anerkannt.

## Beschreibung

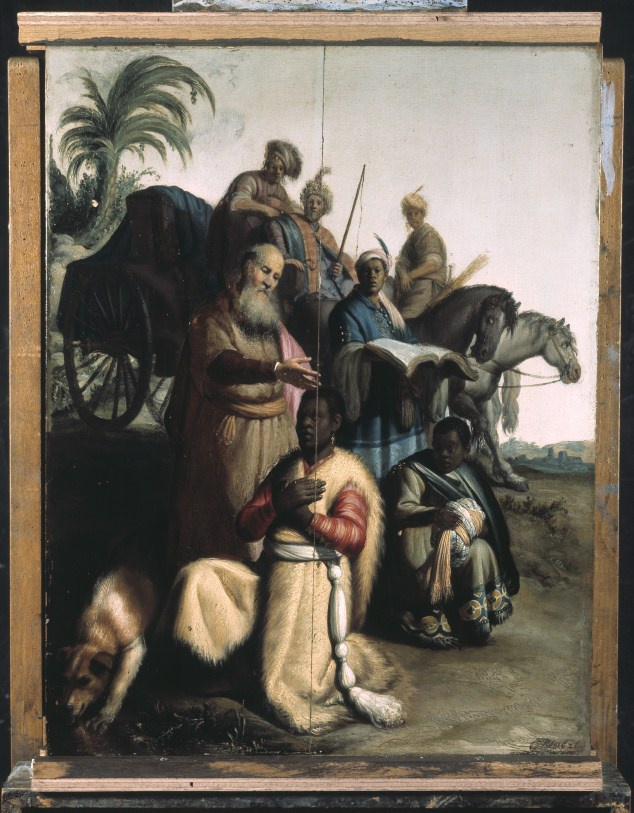
Zustand ausgerahmt, zu Beginn der Restaurierung, 1976

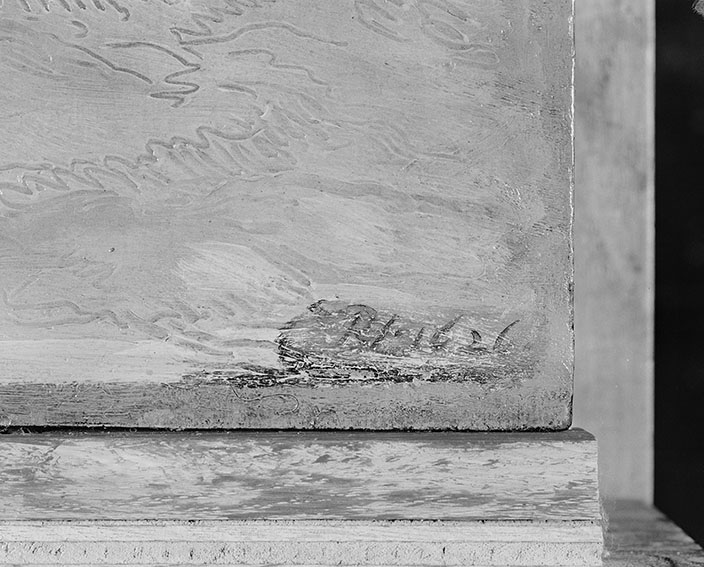
Nahaufnahme der Signatur, während der Restaurierung, 1976

### Darstellung
In der Mitte des Vordergrunds kniet als vorderste von sieben hintereinander gestaffelten Figuren ein Schwarzer, der einen Hermelinmantel über einem purpurfarbenen Gewand und darüber eine weiße Leibbinde trägt. Sein Haupthaar ist schwarz, kurz und gekräuselt, er scheint einen nur dünnen Kinn- und Backenbart zu tragen. Am linken Ohr trägt er einen goldenen Anhänger und am rechten Daumen einen goldenen Ring. Sein linkes Knie ruht auf dem Boden und das rechte Bein ist angewinkelt, mit dem Fuß auf dem Boden. Dabei ist der Mann mit vor der Brust gekreuzten Händen zum linken Vordergrund gewandt, so dass sich sein Scheitel im Bildmittelpunkt befindet und sein rechter Oberarm der Bilddiagonale nach links unten folgt.
Links von der Bildmitte, steht ein groß gewachsener Weißer mit schütterem Haarkranz und langem grauem Bart, der in ein hellbraunes Gewand gekleidet ist, und darüber eine orangefarbene Leibbinde und einen lilafarbenen Umhang trägt. Er blickt auf das Haupt des Schwarzen hinab und vollzieht mit der Rechten eine segnende Geste, die im Kontext als Taufgeste gesehen werden muss.
Hinter dem Täufling hockt ein weiterer Schwarzer, der deutlich jünger wirkt und ebenfalls kurze schwarze Haare hat. Er trägt ein am Saum aufwändig grün und gelb gemustertes graugrünes Gewand und einen grünen Umhang. Sein Gewand ist an der rechten Schulter mit einer goldenen Fibel verschlossen und er trägt am linken Ohr einen großen Ring. Er beobachtet aufmerksam die Taufe und hält auf den Knien den Turban seines Herren aus blauem und rotem Stoff.
Rechts von der Bildmitte, aber gegenüber dem Täufer leicht zum Hintergrund versetzt, steht ein Orientale mit brauner Haut, einem langen blauen Gewand und einer turbanähnlichen weißen und lila Kopfbedeckung mit einer weißen Feder. Er hält vor seinem Bauch ein großes aufgeschlagenes Buch und blickt dem Betrachter entgegen. Hinter ihm steht zum rechten Bildrand ausgerichtet eine zweispännige offene Kutsche mit einem orientalisch gekleideten Weißen, mit Peitsche auf dem Kutschbock und einem weiteren Diener dahinter. Wiederum hinter den beiden Pferden der Kutsche steht ein ebenfalls orientalisch gekleideter weißer Reiter, der nach links ausgerichtet ist und wie die beiden Kutscher zum Betrachter schaut. Er trägt einen Köcher mit Pfeilen am Sattel, von seinem Pferd ist nur der Schweif zu sehen.
Den linken Hintergrund nimmt eine bis zur Oberkante des Bildes aufragende Palme ein. Am rechten Bildrand reicht die Sicht weit in die Ferne, mit aufragenden dunklen Felsen oder der Silhouette eines Ortes vor zwei Hügeln. Im linken Vordergrund befindet sich ein großer braun-weißer Hund, der hinter dem Täufer hervorkommt und am Wasser des Flusses in der linken unteren Bildecke säuft. Rechts davon, aber noch im linken Vordergrund, sind einige Kräuter dargestellt. Der rechte Vordergrund ist frei, hier hat der Maler mit dem hölzernen Schaft seines Pinsels eine unregelmäßige Struktur in die Farbe geritzt. In der rechten unteren Ecke befinden sich ein Monogramm und die Datierung RH 1626. Die Signatur entspricht anderen Signaturen Rembrandts aus dem Jahr 1626.

### Technische Untersuchung

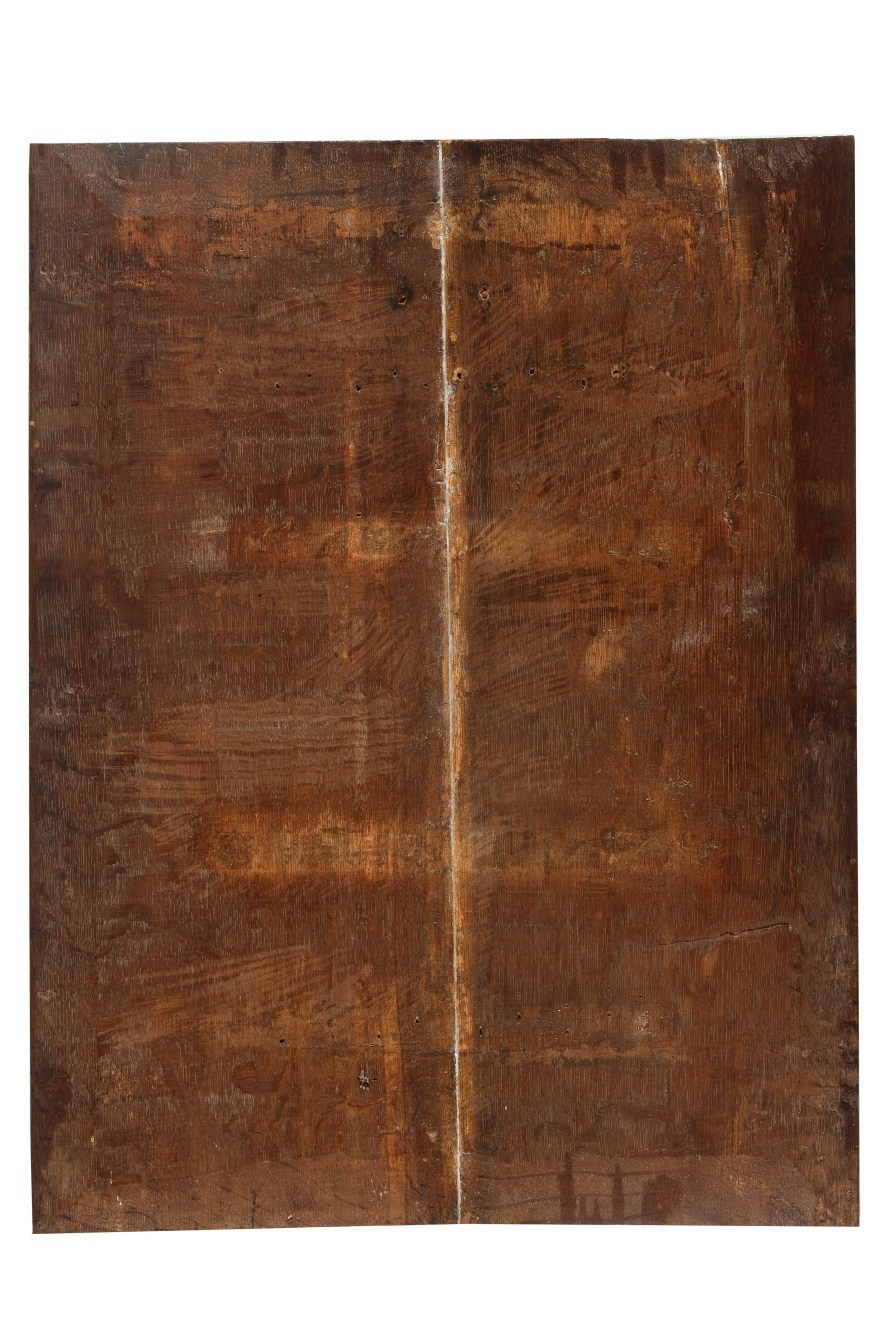
Rückseite ohne Rahmen, während der Restaurierung, 1976

Das Gemälde hat das Format 63,5 × 48 cm und ist mit Ölfarbe auf eine etwa zehn Millimeter starke Tafel aus baltischem Eichenholz mit senkrechter Maserung gemalt. Die Tafel besteht aus zwei senkrechten Brettern, das linke hat eine Breite von 23,6 cm (± 0,4 cm). Die Rückseite wurde mit einer konkaven Klinge gehobelt, die breite vertikale Rillen hinterlassen hat. Die Ränder sind rückseitig rechts auf 3,5 cm Breite und an den übrigen Rändern auf 4 cm Breite abgeschrägt. Zum Zeitpunkt der Entdeckung wurden die beiden Teile des Gemäldes nur durch drei rückseitig aufgeleimte schmale Holzstreifen zusammengehalten. Sie waren zueinander nicht korrekt ausgerichtet und ließen sich, wahrscheinlich infolge einer zurückliegenden nicht fachgerechten Bearbeitung, nicht mehr passgenau zusammenfügen. Im Rahmen der Restaurierung von Juli bis August 1976 wurden sie zusammengeklebt und an der Verbindungsstelle fehlendes Holz bis zu 0,5 mm Stärke ergänzt. Die Holzstreifen auf der Rückseite wurden entfernt. Die dendrochronologische Untersuchung ergab für die Holztafel das frühestmögliche Nutzungsjahr 1615 und eine anzunehmende Entstehung des Gemäldes ab 1621.
Die hellgelbe Grundierung tritt nur an wenigen Stellen mit sehr dünnem Farbauftrag hervor, wie an den Ecken der Buchseiten und an einigen Stellen mit Beschädigungen der Farbschicht. Die erste gelbbraune Grundierung besteht aus Kalk und Leim. Darauf wurde als zweite Grundierung Bleiweiß mit dunkelbraunem und an manchen Stellen mit schwarzem Pigment aufgetragen. Die Farbschicht befindet sich in einem insgesamt guten Zustand, nur wenige Bereiche zeigen Abnutzung durch übermäßige Reinigungen. An einigen Stellen, so im Stamm der Palme, an Phillips Schulter und am Ellenbogen des knienden Dieners, kam es durch von der Rückseite nach vorne durchtretende Nägel zu Farbverlusten. An wenigen Stellen ist ein feines Krakelee zu finden, an wenigen weiteren Stellen gibt es Risse infolge des Schrumpfens der Farbschicht. Bei der Restaurierung im Jahr 1976 wurde eine alte Firnisschicht entfernt und durch eine neue ersetzt.
Die Infrarotfotografie offenbart eine Vorzeichnung im Bereich des Himmels, die verworfen und übermalt wurde. Dort sollte ein aufgespannter Schirm sein, wie in der wenige Jahre zuvor von Rembrandts späterem Lehrer Pieter Lastman gemalten Taufe des Mohrenkämmerers durch den Apostel Philippus. Die Röntgenaufnahme zeigt einige der von Rembrandt während der Arbeit durchgeführten Änderungen. So war das Rad der Kutsche größer geplant, seine Nabe befindet sich auf dem Röntgenbild tiefer als auf dem Gemälde. Statt der links oben dargestellten Palme sollte im ersten Entwurf ein Laubbaum abgebildet werden. Bildelemente, die erst auf den bereits gemalten Himmel aufgetragen wurden, sind auf dem Röntgenbild nicht zu sehen. Das betrifft die Palme und den Schweif des nach links gewandten Pferdes.

Die Taufe des Kämmerers
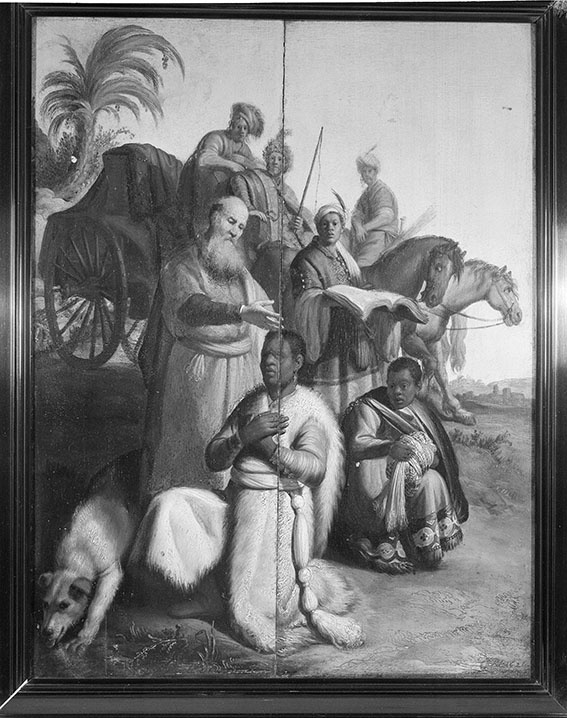
Die Taufe des Kämmerers, Zustand vor der Restaurierung, 1976
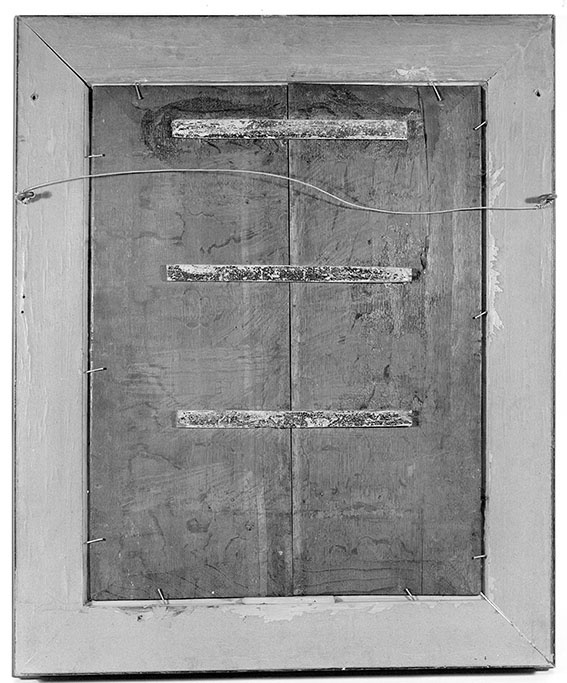
Die Taufe des Kämmerers, Rückseite mit Rahmen und quer aufgeleimten Holzleisten, vor der Restaurierung, 1976
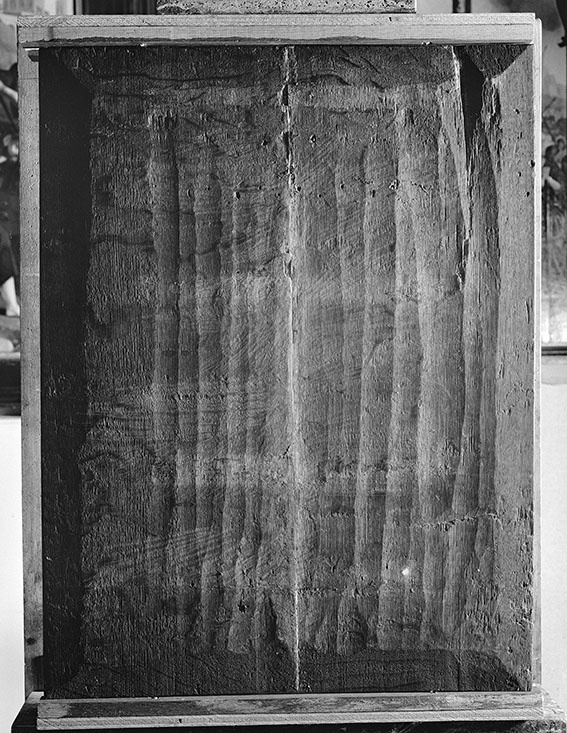
Die Taufe des Kämmerers, ohne Rahmen, mit senkrechten Hobelspuren und abgeschrägten Rändern, 1976
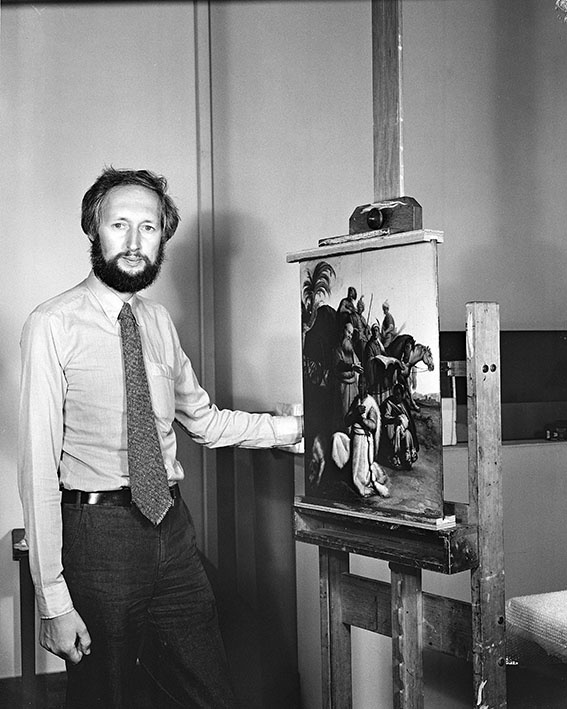
Henri L. M. Defoer mit der Taufe des Kämmerers während der Restaurierung, 1976
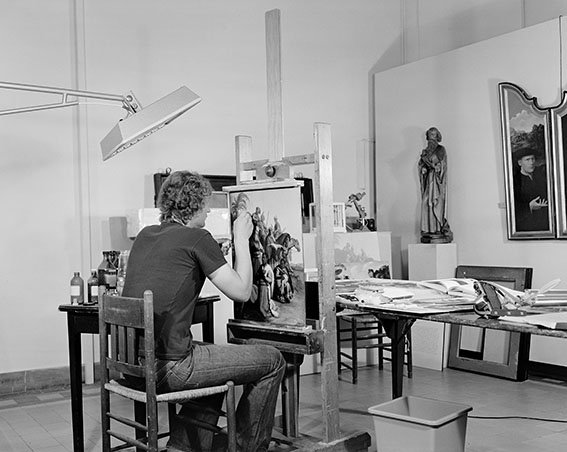
Die Taufe des Kämmerers während der Restaurierung, 1976

## Biblischer Hintergrund

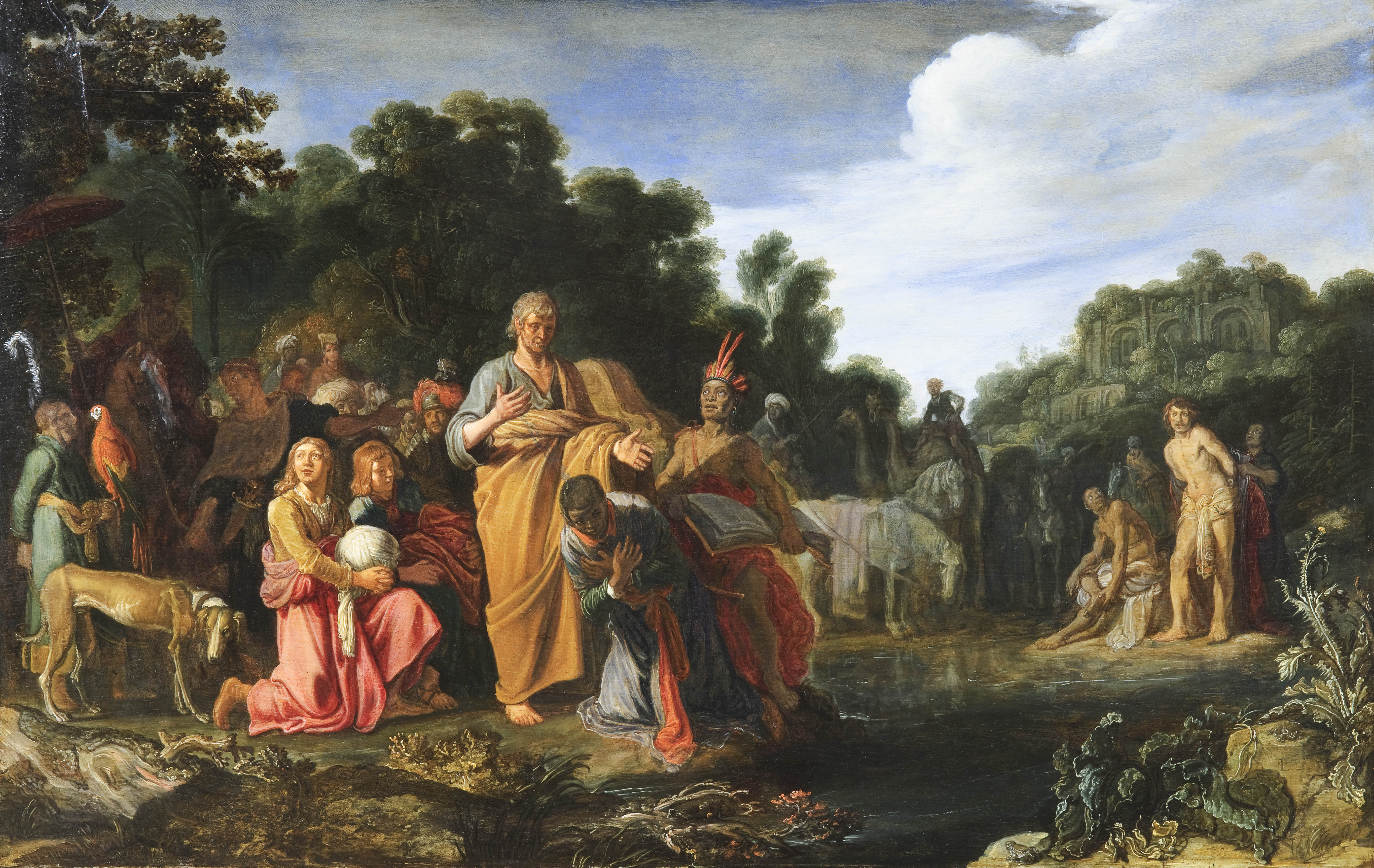
Die Taufe des Eunuchen, Pieter Lastman, 1615 bis 1620, Öl auf Holz, 63,5 × 98,8 cm, Fondation Custodia, Paris

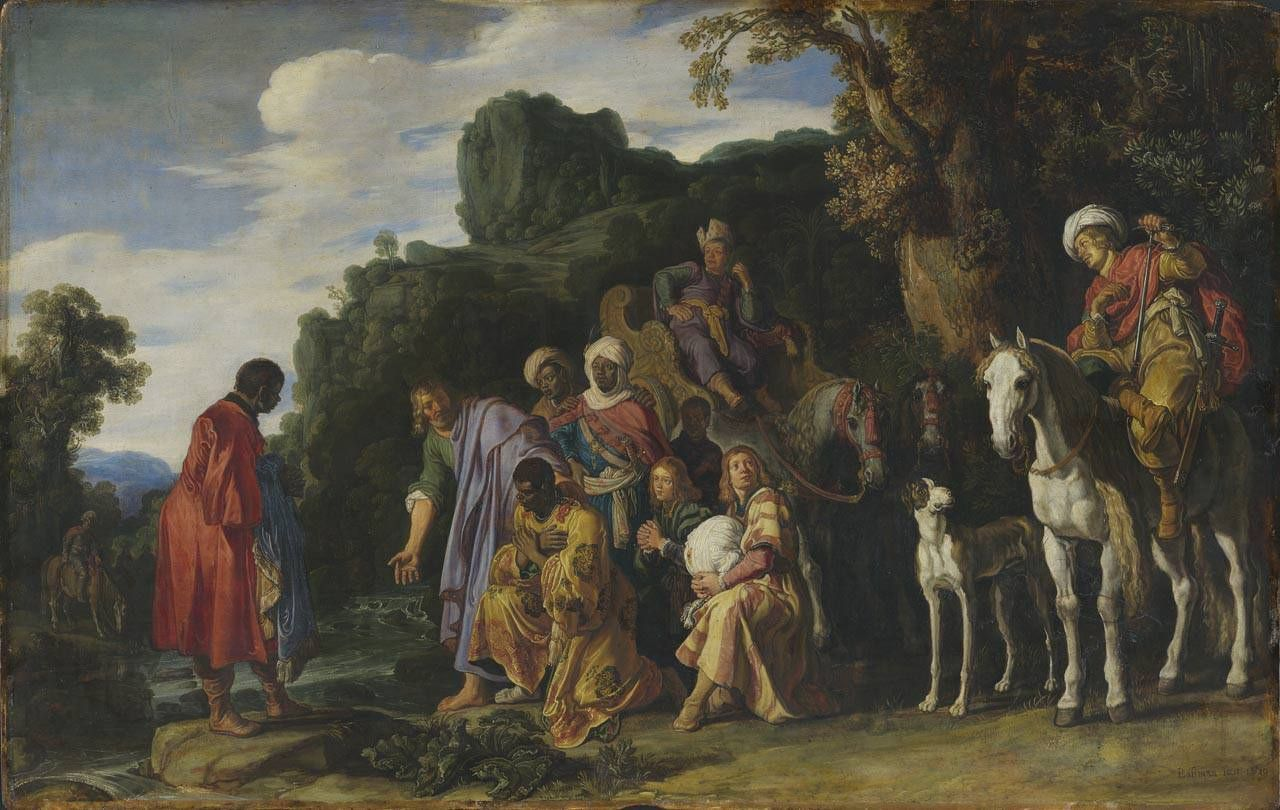
Die Taufe des Mohrenkämmerers, Pieter Lastman, 1620, Öl auf Eichenholz, 70 × 104 cm, Alte Pinakothek, München

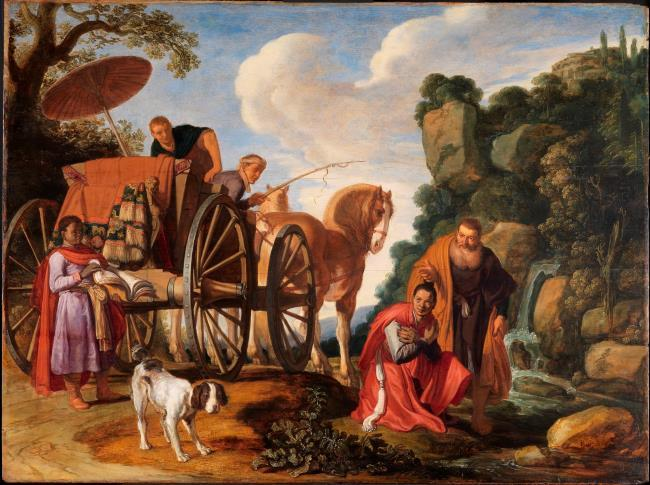
Die Taufe des Mohrenkämmerers durch den Apostel Philippus, Pieter Lastman, 1623, Öl auf Eichenholz, 85 × 115 cm, Staatliche Kunsthalle Karlsruhe

Der biblische Hintergrund des Gemäldes ist die Taufe des Eunuchen der Kandake durch Philippus, einen der sieben Diakone. Die Begebenheit wird am Ende von Kapitel 8 der Apostelgeschichte des Lukas geschildert (Apg 8,26–40 ). Der Kämmerer begegnet auf dem Rückweg von Jerusalem, wo er Gott anbetete, dem Diakon Philippus. Dieser erklärt sich bereit, dem im Buch Jesaja lesenden Kämmerer die Schrift zu erläutern. Nachdem er dem Reisenden an einem Beispiel aus dem Buch die christliche Lehre verkündet hat, ist der Kämmerer bereit sich taufen zu lassen. Er ist der erste Heidenchrist, von dessen Taufe die Bibel berichtet. Erst nach ihm wurde der römische Hauptmann Kornelius mit seinen Verwandten getauft (Apg 10 ).
Die Taufe des Eunuchen ist von besonderer Bedeutung, da im 5. Buch Mose Eunuchen die Teilnahme am jüdischen Gottesdienst verwehrt wurde (5 Mos 23,2 ). Dem stand die Verheißung an die Fremden und Kinderlosen des Buch Jesaja entgegen, in der ihnen die Aufnahme in die Gemeinde angekündigt wird (Jes 56,3–5 ). In der religiösen Praxis war auch zur Zeit Jesu die Aufnahme eines Eunuchen in die jüdische Gemeinde ausgeschlossen. Der Kämmerer kann entgegen vereinzelten Angaben in kunsthistorischen Veröffentlichungen kein Jude gewesen sein, obwohl es ihm möglich war Gott außerhalb des Tempels anzubeten. Erst mit der Taufe des Kämmerers wird die Ankündigung Jesajas verwirklicht, nicht mit der Aufnahme in das Volk Israel, sondern mit der Aufnahme in die christliche Gemeinde.
Der griechische Originaltext bezeichnet den „Kämmerer“ als εὐνοῦχος (eunuchos), also als Eunuch. Dem folgen auch die Vulgata mit eunuchus, sowie die Geneva-Bibel und die King-James-Bibel mit eunuch. Die Bezeichnung „Eunuch“ fand auch Eingang in die Hoffnung für alle, die Neue Genfer Übersetzung und die Gute Nachricht Bibel. Bereits in der Lutherbibel von 1545 wird der Täufling als ein Mann aus Mohrenland, ein Kämmerer und Gewaltiger der Königin Kandaze in Mohrenland bezeichnet. Auch die Lutherbibel von 2017, die Einheitsübersetzung 2016 und die Schlachter-Bibel in den Revisionen von 1951 und 2000 verzichten auf die Bezeichnung „Eunuch“ und nennen den Täufling einen „Kämmerer“. Die Bezeichnung „Mann aus Äthiopien“ wird hingegen nur selten und alternativ verwendet, so in der Hoffnung für Alle und in der Lutherbibel 2017.
Das Gemälde Rembrandts stellt offensichtlich die Taufhandlung dar, anders als in der Bibel sind Philippus und der Eunuch nicht zusammen in den Fluss hinabgestiegen, sondern befinden sich an dessen Ufer. Bei anderen Darstellungen biblischer Szenen hat sich Rembrandt ebenfalls nicht wörtlich an den Text gehalten, so in seinem Gemälde Bileam und die Eselin, in dem der Engel nicht den Weg versperrt, sondern aus den Wolken im Bildhintergrund erscheint. Die Taufszene auf dem Trockenen geht jedoch nicht auf Rembrandt zurück, sondern setzt eine bereits in der zweiten Hälfte des 16. Jahrhunderts begründete ikonografische Tradition fort.

## Kunsthistorische Einordnung

### Rembrandts Frühwerk
Nach seiner 1620 begonnenen dreieinhalbjährigen Ausbildung bei Jacob Isaacsz. van Swanenburgh ging Rembrandt 1624 nach Amsterdam, um ein halbes Jahr lang bei Pieter Lastman zu lernen. 1625 kehrte er nach Leiden zurück und eröffnete mit Jan Lievens, der ebenfalls bei Lastman gelernt hatte, eine Werkstatt. Die Taufe des Kämmerers entstand noch unter dem Einfluss seines Lehrers Pieter Lastman, der wenige Jahre zuvor selbst mehrere Taufen des Mohrenkämmerers gemalt hatte. Zwischen Rembrandts und Lastmans Bearbeitungen bestehen zahlreiche Parallelen, wie die Gestalt des Philippus, der Baum links oben, der Diener mit dem aufgeschlagenen Buch Jesaia, die zweispännige Kutsche mit dem Diener und dem Kutscher mit Peitsche, der Hund, und der von Rembrandt letztlich nicht verwirklichte Sonnenschirm über der Kutsche. Dabei hat Rembrandt, anders als in Bileam und die Eselin, die Elemente nur als Anregungen für seine eigene Komposition übernommen, ohne sie exakt zu kopieren. Er hat aber erneut von Lastman im Querformat gemalte Szenen in seiner eigenen Arbeit als Hochformat umgesetzt. Darüber hinaus hat er die konographie des Motivs der Taufe des Eunuchen bereichert, wenn auch nicht so weitgehend wie in seinem Bileam. Der Kunsthistoriker Volker Manuth hat darauf hingewiesen, dass der links unten saufend dargestellte Hund, im Gegensatz zu den Hunden bei Lastman und seinen Vorgängern, bedeutungstragend ist. Rembrandts Hund befriedigt sein körperliches Bedürfnis mit dem Wasser, während dem Kämmerling dasselbe Medium zur Befriedigung des seelischen Bedürfnisses dient.
Die Taufe des Kämmerers fügt sich in eine Reihe weiterer früher Arbeiten Rembrandts ein, die einander in der Bildkomposition, der Ausführung der einzelnen Figuren und der Farbauswahl stark ähneln. Beispiele sind Christus vertreibt die Geldwechsler aus dem Tempel aus dem Jahr 1624 oder 1625, Lasset die Kinder zu mir kommen von 1625, Bileam und die Eselin von 1626 und die Musizierende Gesellschaft aus demselben Jahr. Mit dem Bileam und der Musizierenden Gesellschaft hat die Taufe des Kämmerlings das Format und den Aufbau der Holztafel gemeinsam. Das allerdings gröber ausgeführte Porträt des Dieners hinter dem Kutscher ähnelt stark dem Harfenspieler auf Rembrandts Musizierender Gesellschaft. Der Harfenspieler wurde früher für ein Selbstporträt Rembrandts gehalten, mittlerweile aber mit Jan Lievens identifiziert. Diese Gemeinsamkeiten, die Arbeitsweise, die nicht anzuzweifelnde Signatur und die Ergebnisse technischer Untersuchungen lassen an der Authentizität des Werks keinen Zweifel aufkommen.

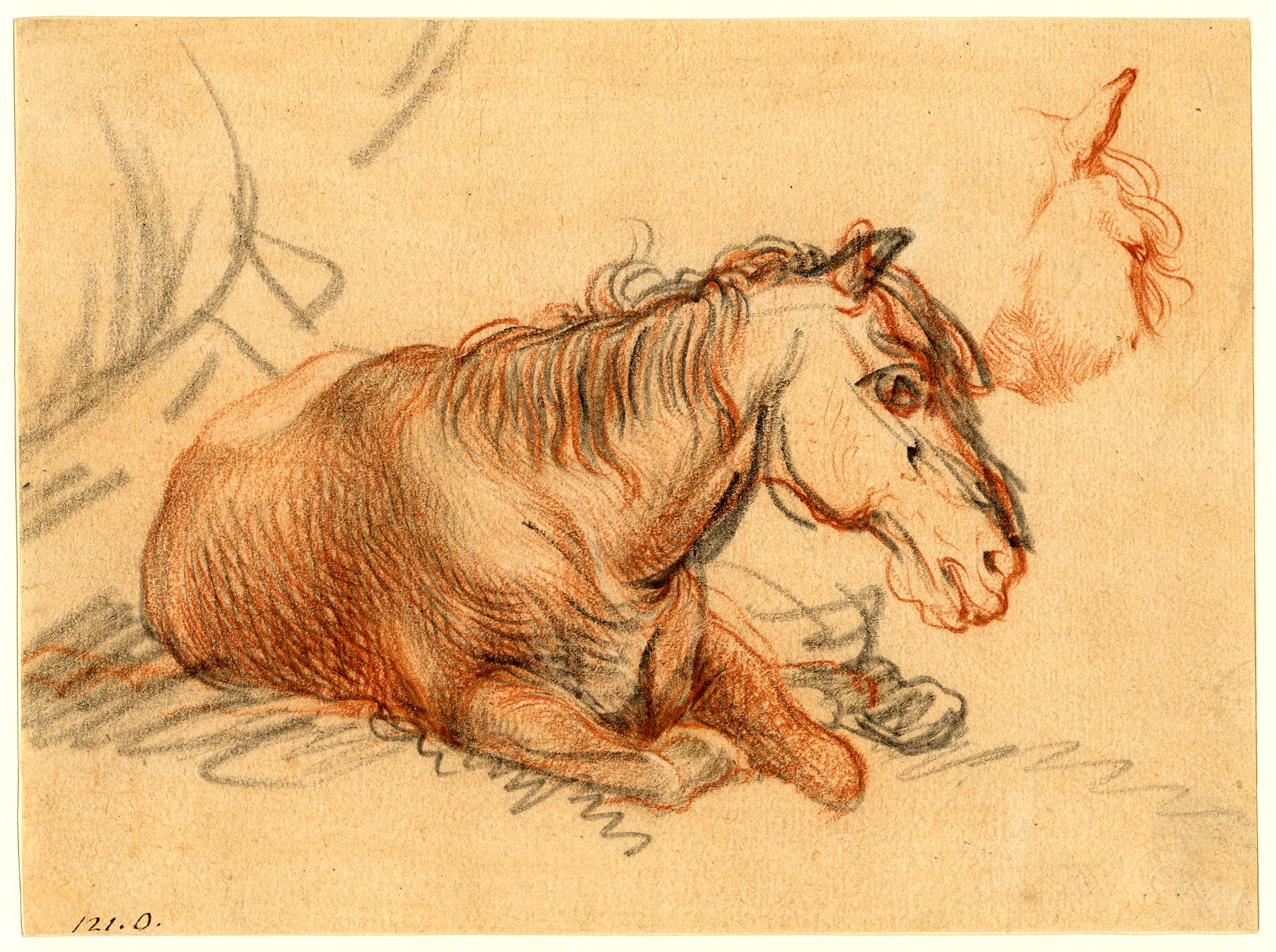
Liegendes Pferd, Rembrandt van Rijn, ca. 1626, rote und schwarze Kreide, weiß erhöht, auf gelborange grundiertem Papier, 15,3 × 20,6 cm, British Museum, London

2010 brachte Martin Royalton-Kisch, Kurator des British Museum für Drucke und Zeichnungen, eine früher einem anonymen Zeichner und später Jan Lievens zugeordnete Zeichnung eines liegenden Pferdes mit Rembrandt und der Taufe des Kämmerers in Verbindung. Dabei wies er auf Ähnlichkeiten der anatomisch vereinfachten Darstellung auf der Zeichnung mit dem Kopf des rechten Pferdes in Rembrandts Taufe des Kämmerlings und den Pferden auf seinem David übergibt Goliaths Haupt dem König Saul hin. Mit sicher von Lievens stammenden Zeichnungen und mit einer seiner Pferdedarstellungen besteht eine solche Ähnlichkeit nicht.

Frühe Werke Rembrandt van Rijns
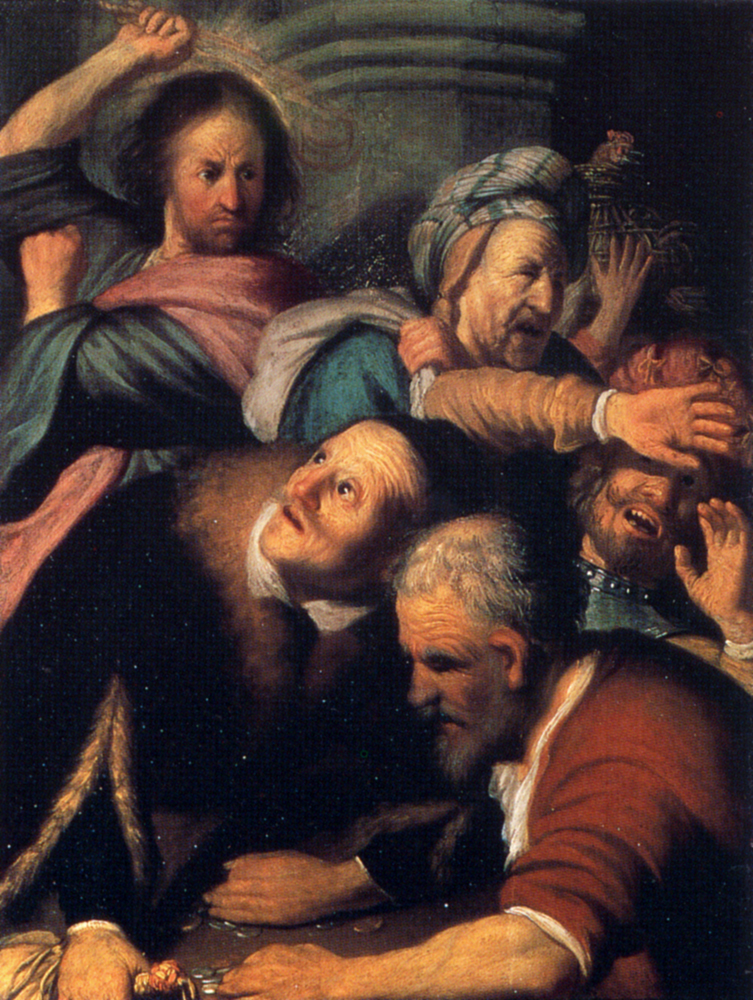
Christus vertreibt die Geldwechsler aus dem Tempel, 1624/25, Öl auf Holz, 43,1 × 32 cm, Puschkin-Museum, Moskau
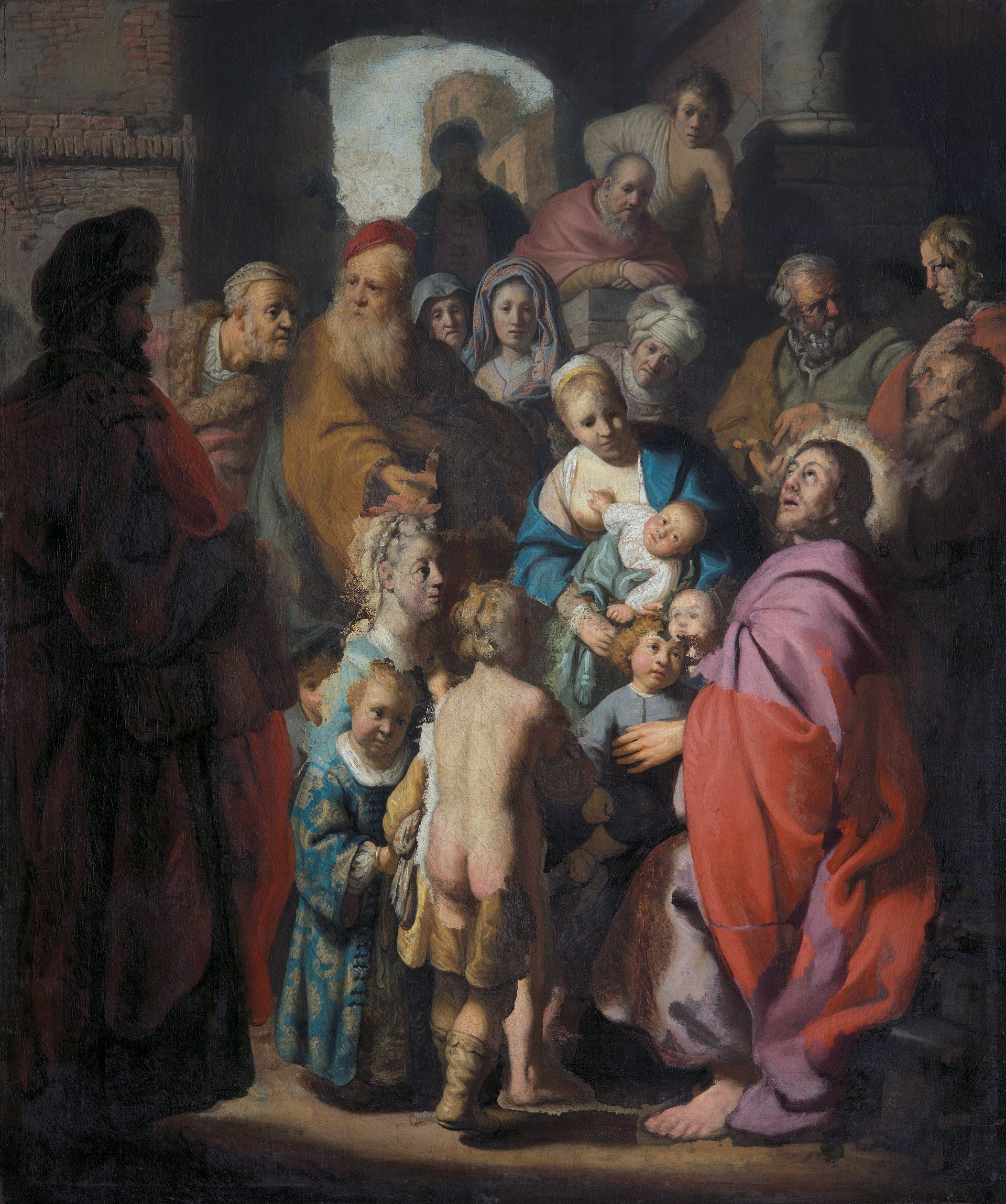
Lasset die Kinder zu mir kommen, 1625, Öl auf Leinwand, 103,5 × 86 cm, Privatbesitz
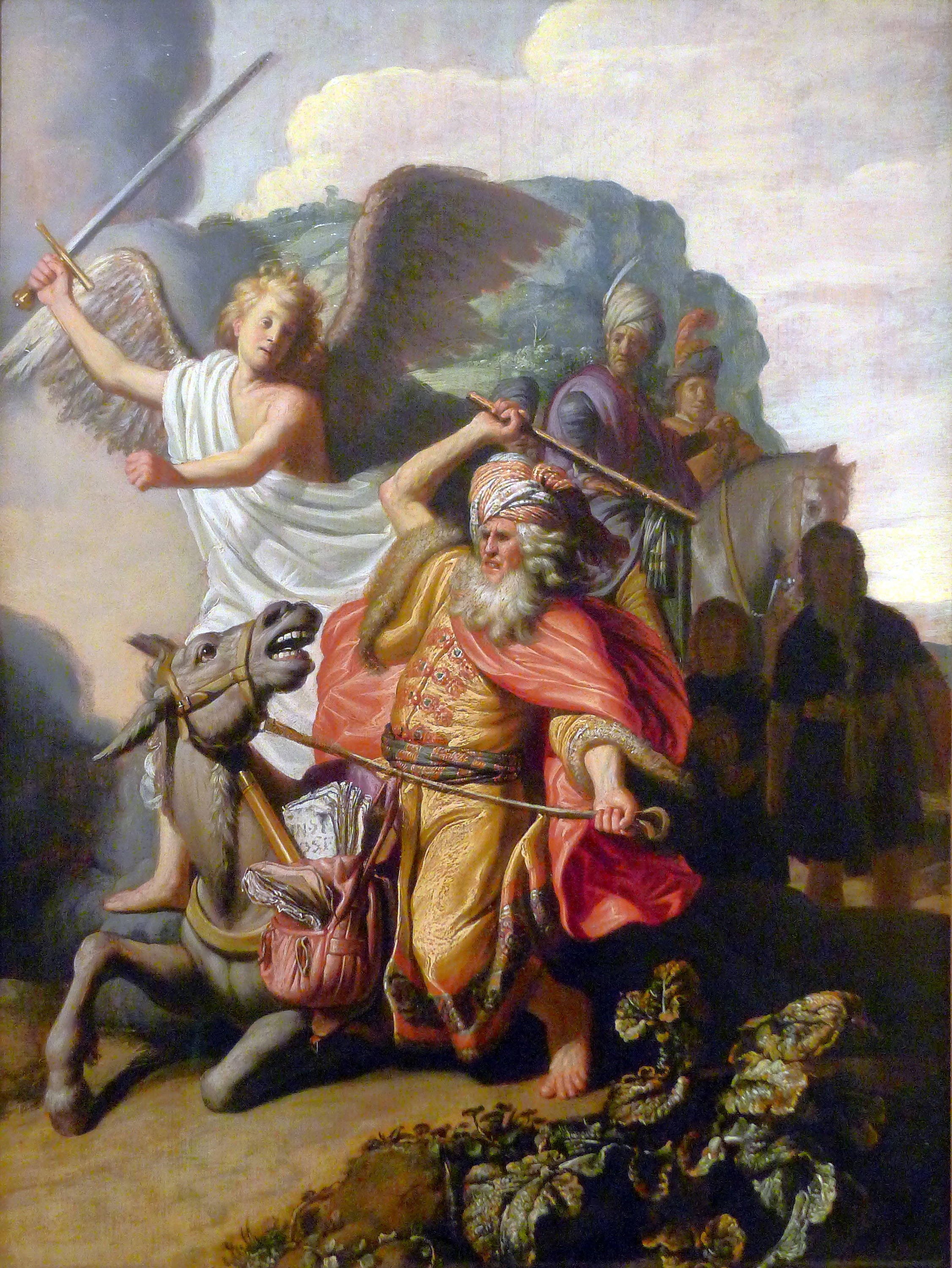
Bileam und die Eselin, 1626, Öl auf Holz, 65 × 47 cm, Musée Cognacq-Jay, Paris
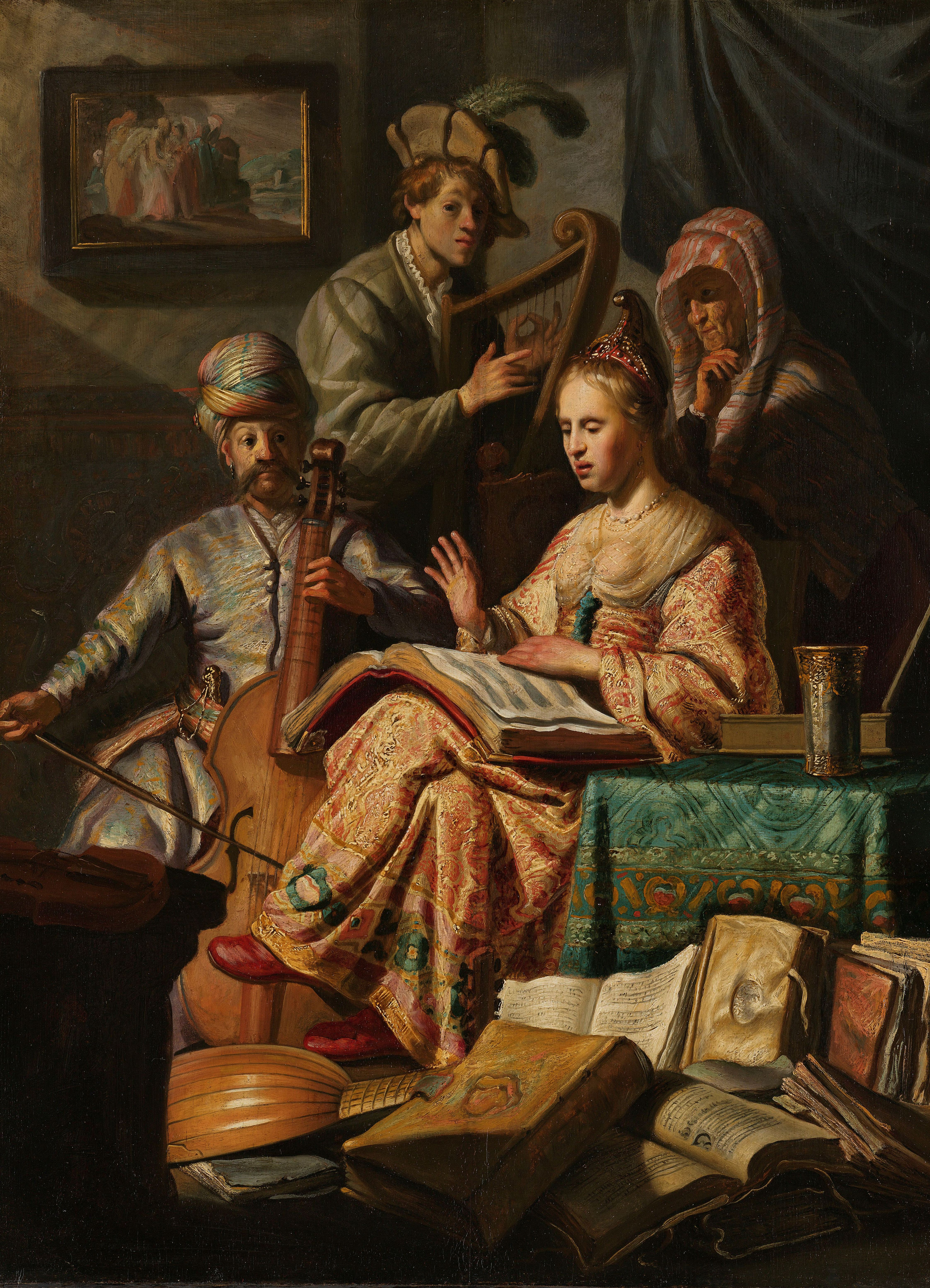
Musizierende Gesellschaft, 1626, Öl auf Eichenholz, 63,4 × 47,6 cm, Rijksmuseum Amsterdam
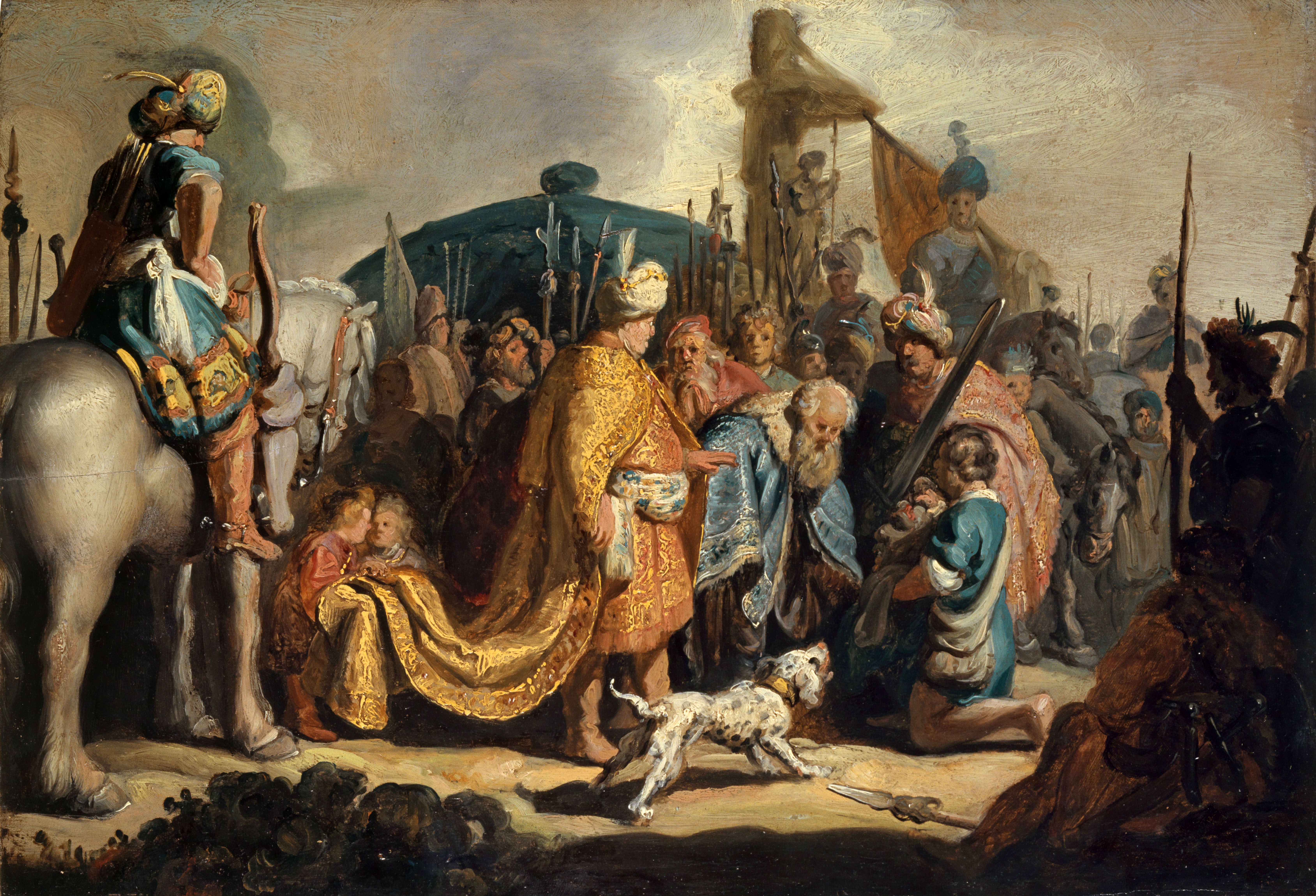
David übergibt Goliaths Haupt dem König Saul, 1627, Öl auf Eichenholz, 27,4 × 39,7 cm, Kunstmuseum Basel

### Die Taufe des Kämmerers in der christlichen Kunst

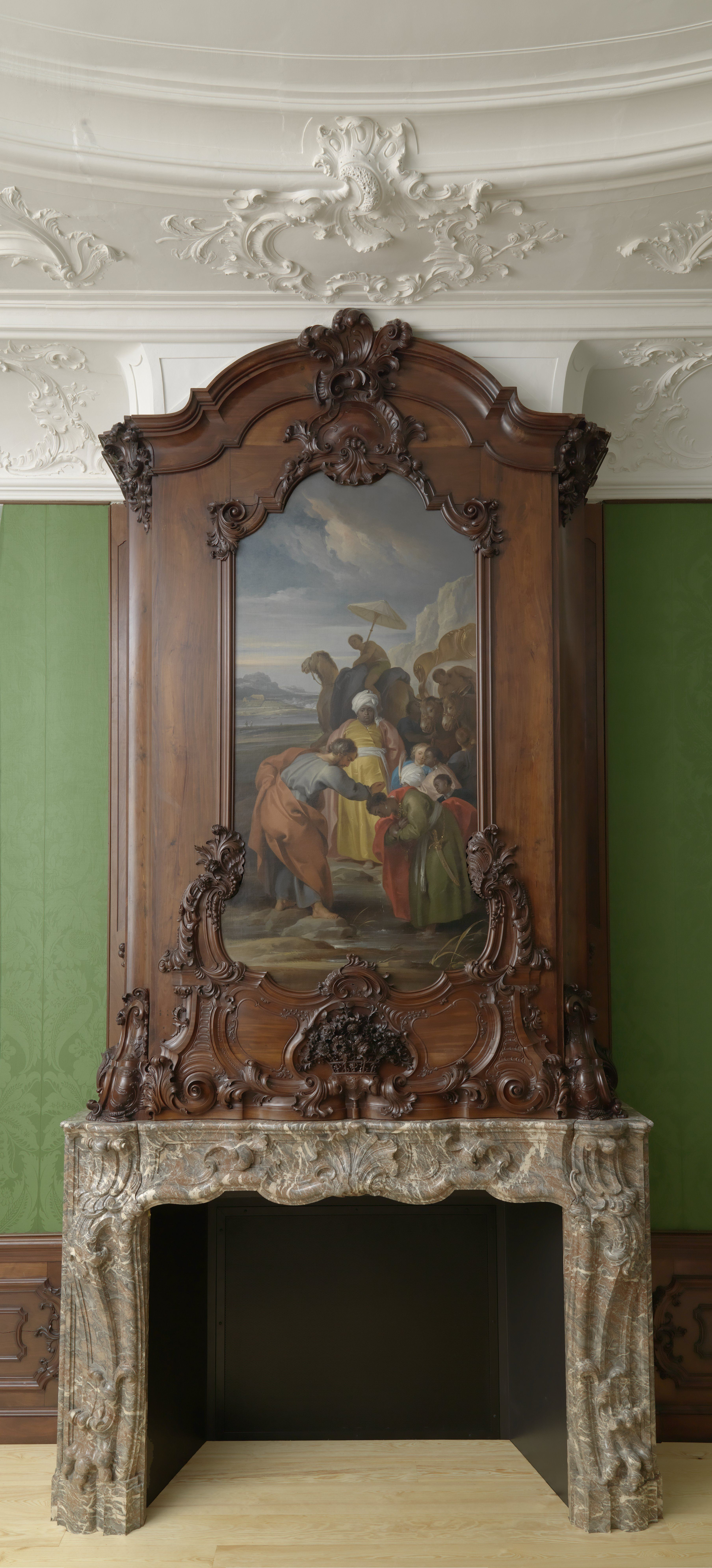
Der hl. Phillip tauft den Eunuchen, Jacob de Wit, 1748, Öl auf Leinwand, 215 × 108,5 cm, in Schornstein-Verkleidung aus Mahagoni und Marmor, 460 cm hoch

In der frühen und mittelalterlichen christlichen Kunst spielt die Taufe des Kämmerers keine bedeutende Rolle. Erst im 16. Jahrhundert wird das Motiv in den Niederlanden häufiger dargestellt. Dabei werden der Diakon Philippus und der Apostel Philippus gelegentlich verwechselt, wie in der unten abgebildeten Glasmalerei Dirck Crabeths, für die Sint Janskerk in Gouda von 1559. Einige Darstellungen sind Teil eines umfassenden Apostelzyklus, so der Kupferstich von Philipp Galle nach Maarten van Heemskerck aus dem Jahr 1582, der mit zahlreichen weiteren Motiven als 15. Blatt seiner Acta Apostolorum gedruckt wurde.
Schriftzeugnisse aus den calvinistischen Niederlanden des 17. bis 18. Jahrhunderts heben immer wieder den Kontrast zwischen der schwarzen Haut des Kämmerers und der Reinheit seiner Seele nach ihrer Wiedergeburt durch die Taufe hervor. In der niederländischen Kunst verschwindet die Taufe des Kämmerers bald nach 1660 weitgehend. Das Motiv wurde aber in Deutschland im 18. Jahrhundert populär, und viele Darstellungen lassen sich auf die Bildkompositionen Rembrandts zurückführen.

Die Taufe des Kämmerers in der christlichen Kunst
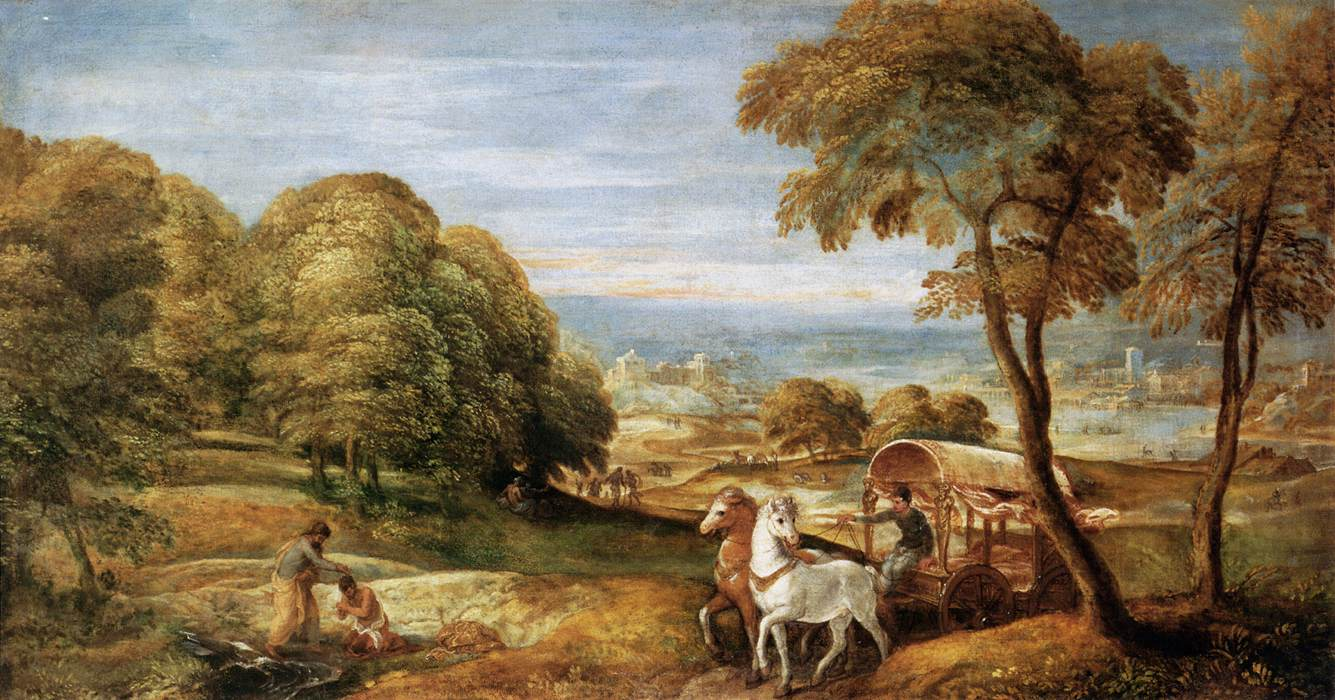
Die Taufe des äthiopischen Eunuchen durch den Diakon Philipp, Lambert Sustris, 1545 bis 1550, Öl auf Leinwand, 71 × 132 cm, Louvre, Paris
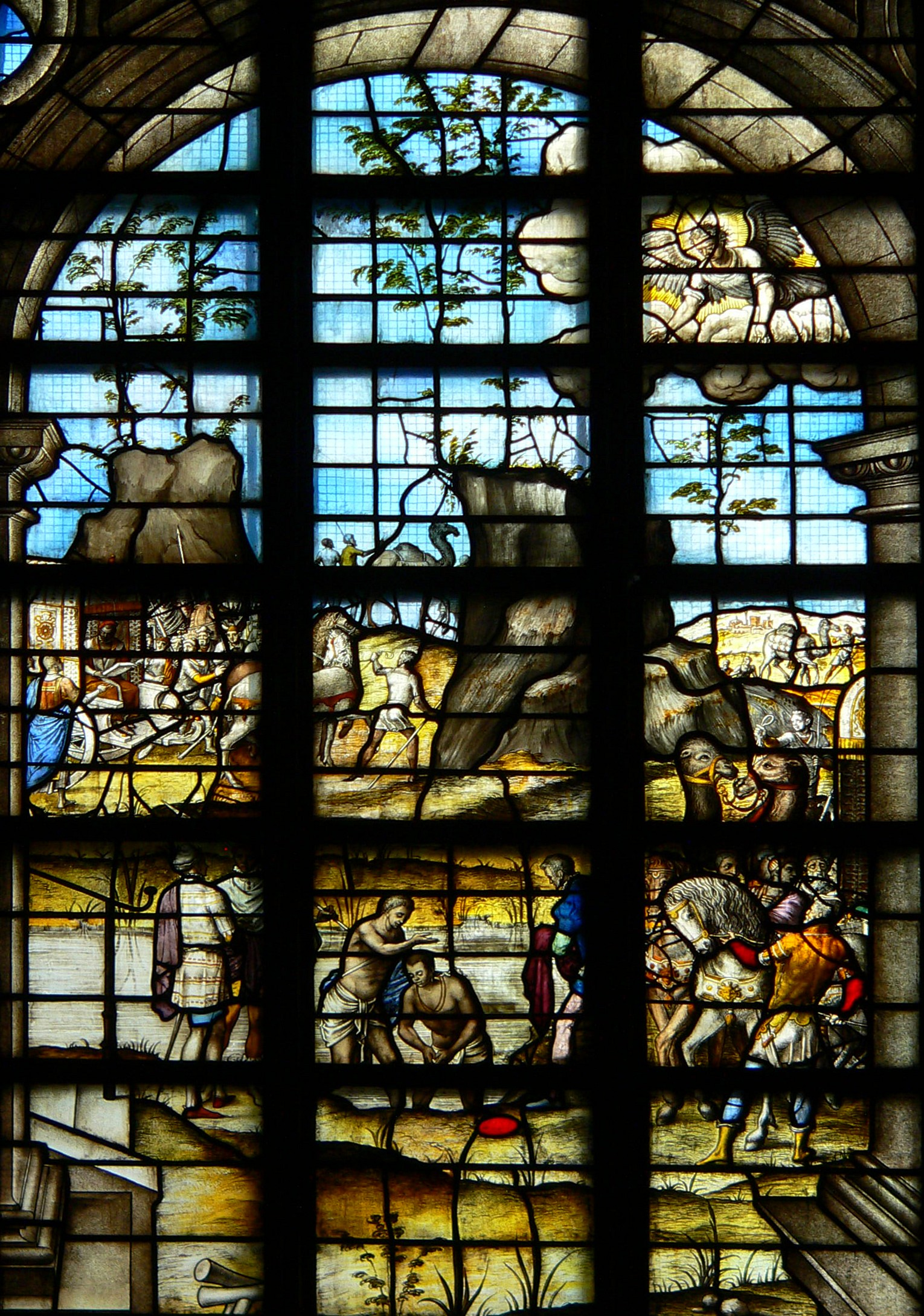
Philippus, predigend, heilend, taufend, Dirck Crabeth, 1559, Glasmalerei, Sint Janskerk, Gouda, Niederlande
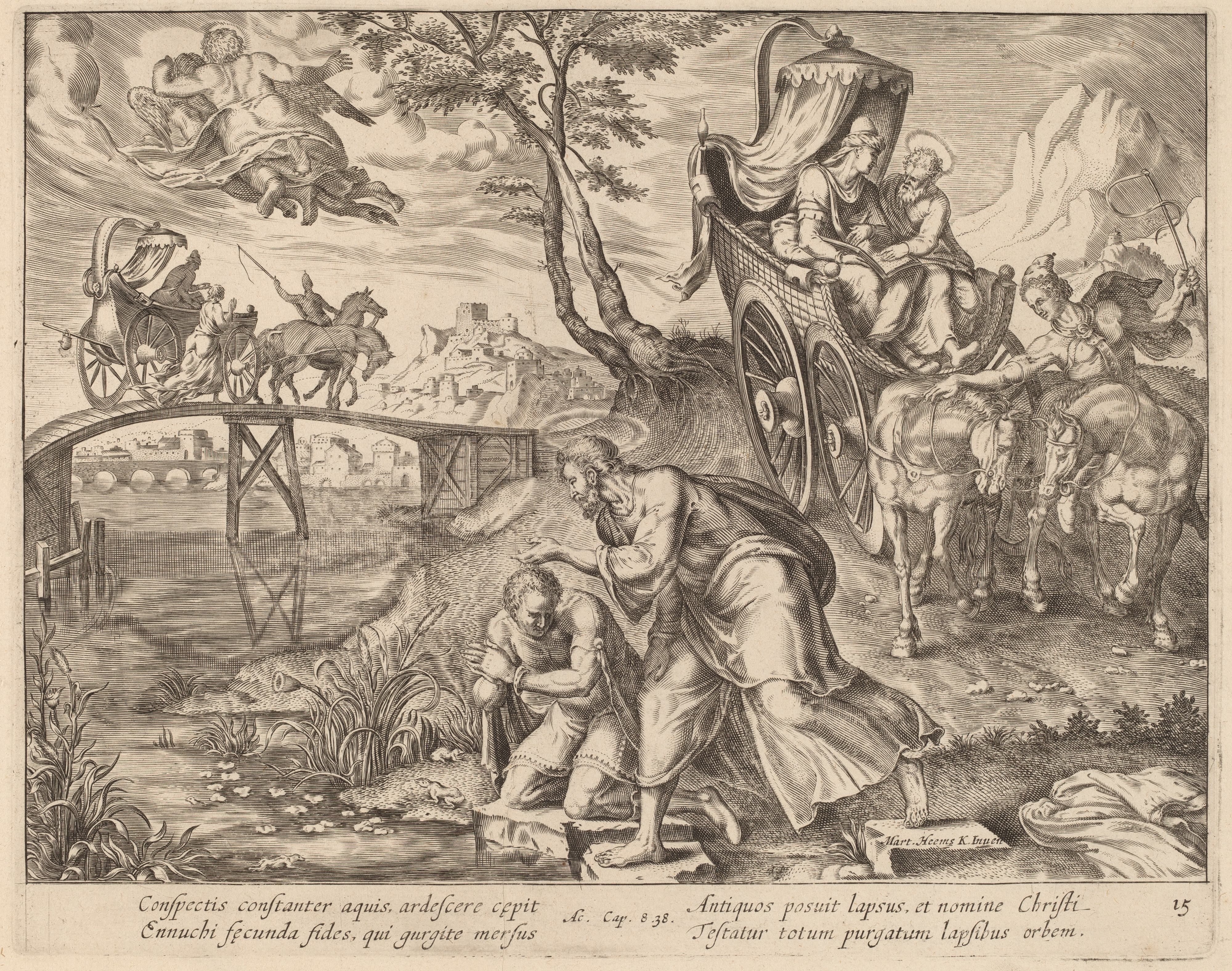
Die Taufe des Eunuchen, Philipp Galle nach Maarten van Heemskerck, Acta Apostolorum Blatt 15, 1582, Kupferstich
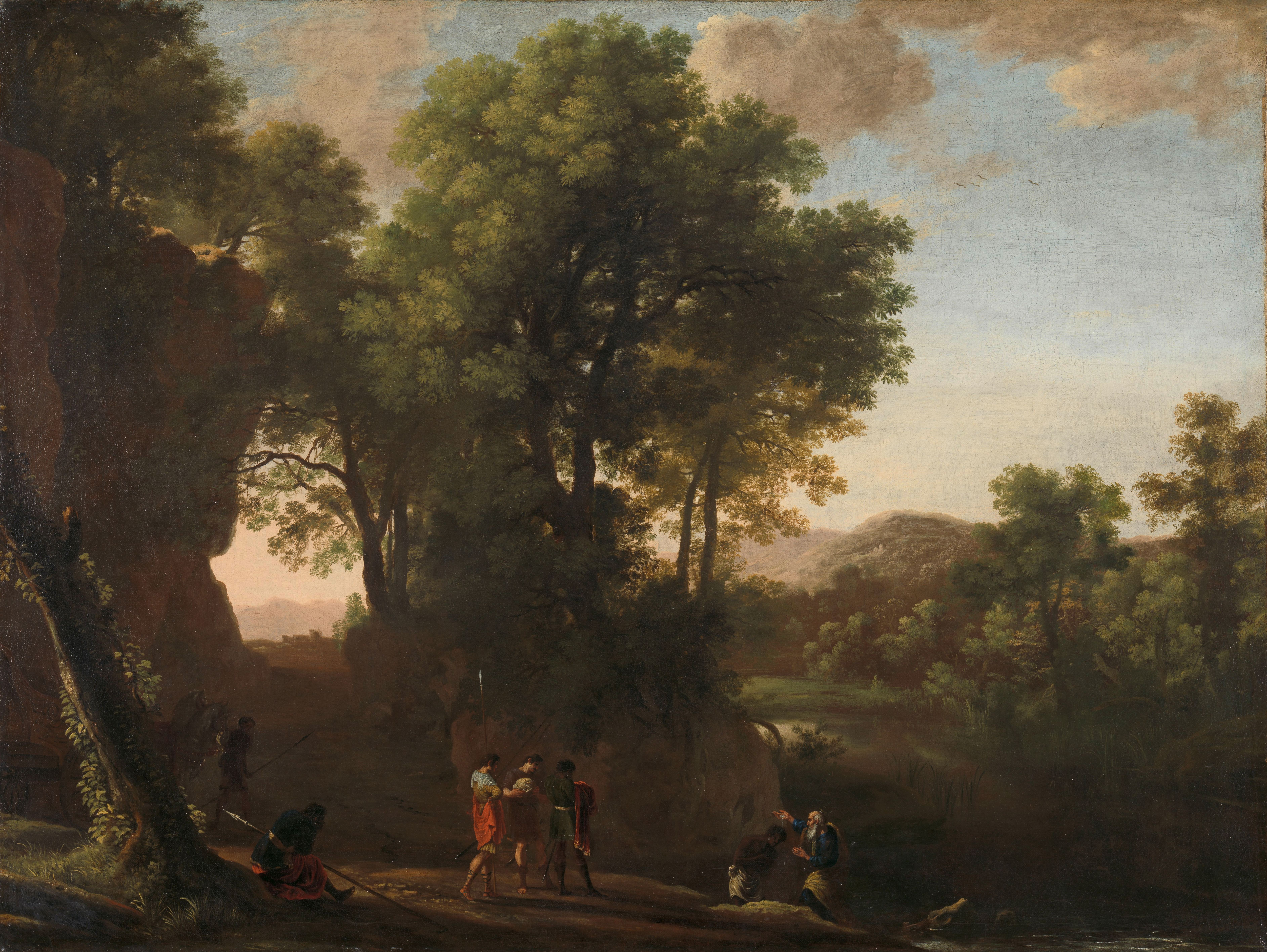
Landschaft mit der Taufe des Eunuchen, Herman van Swanevelt, 1630er Jahre, Öl auf Leinwand, 98,1 × 130,2 cm, Rijksmuseum Amsterdam
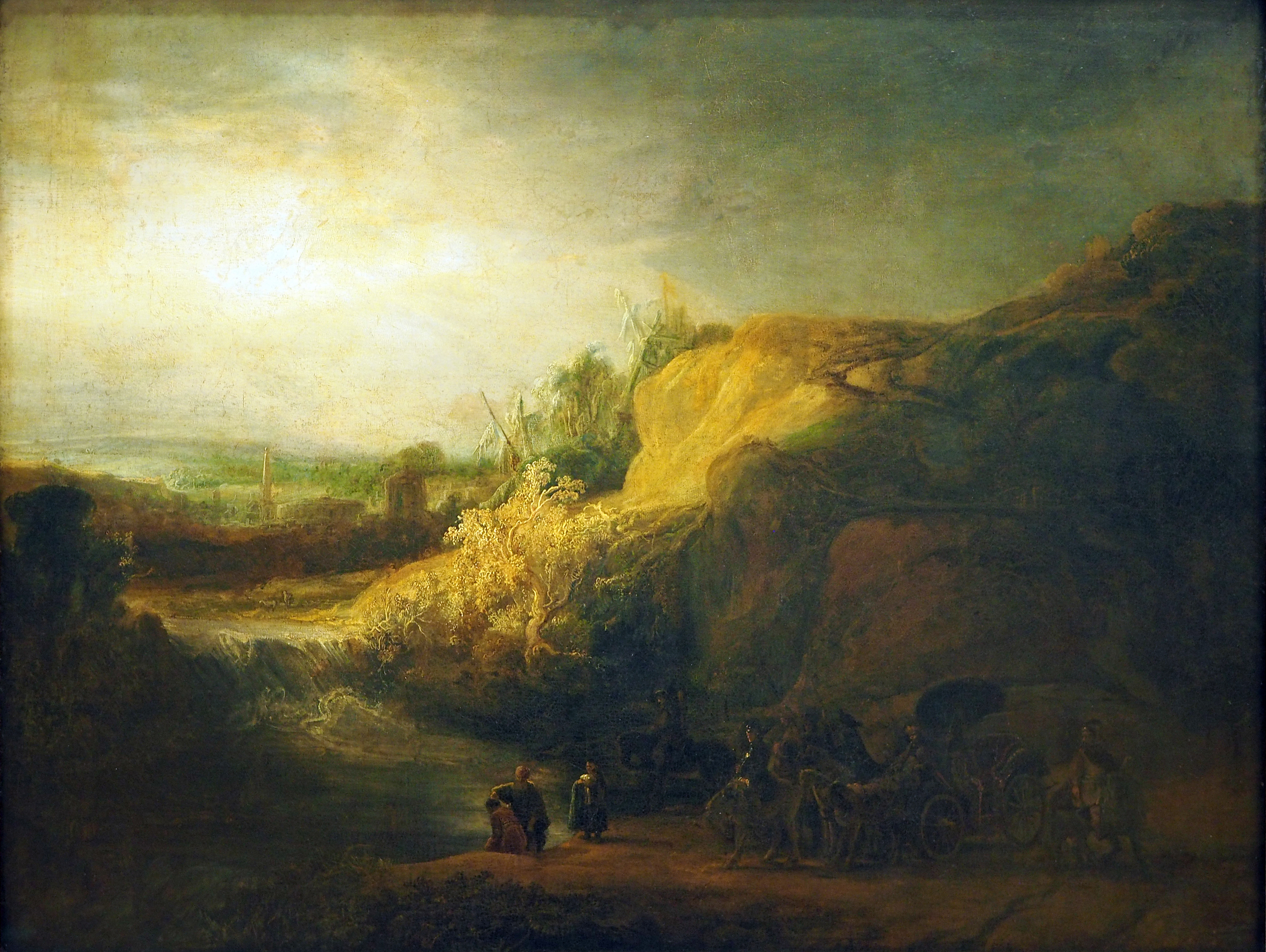
Landschaft mit der Taufe des Kämmerers, Ferdinand Bol zugeschrieben, um 1640, Öl auf Leinwand, 85,5 × 108 cm, Niedersächsisches Landesmuseum Hannover

### Rembrandts weitere Bearbeitungen des Motivs

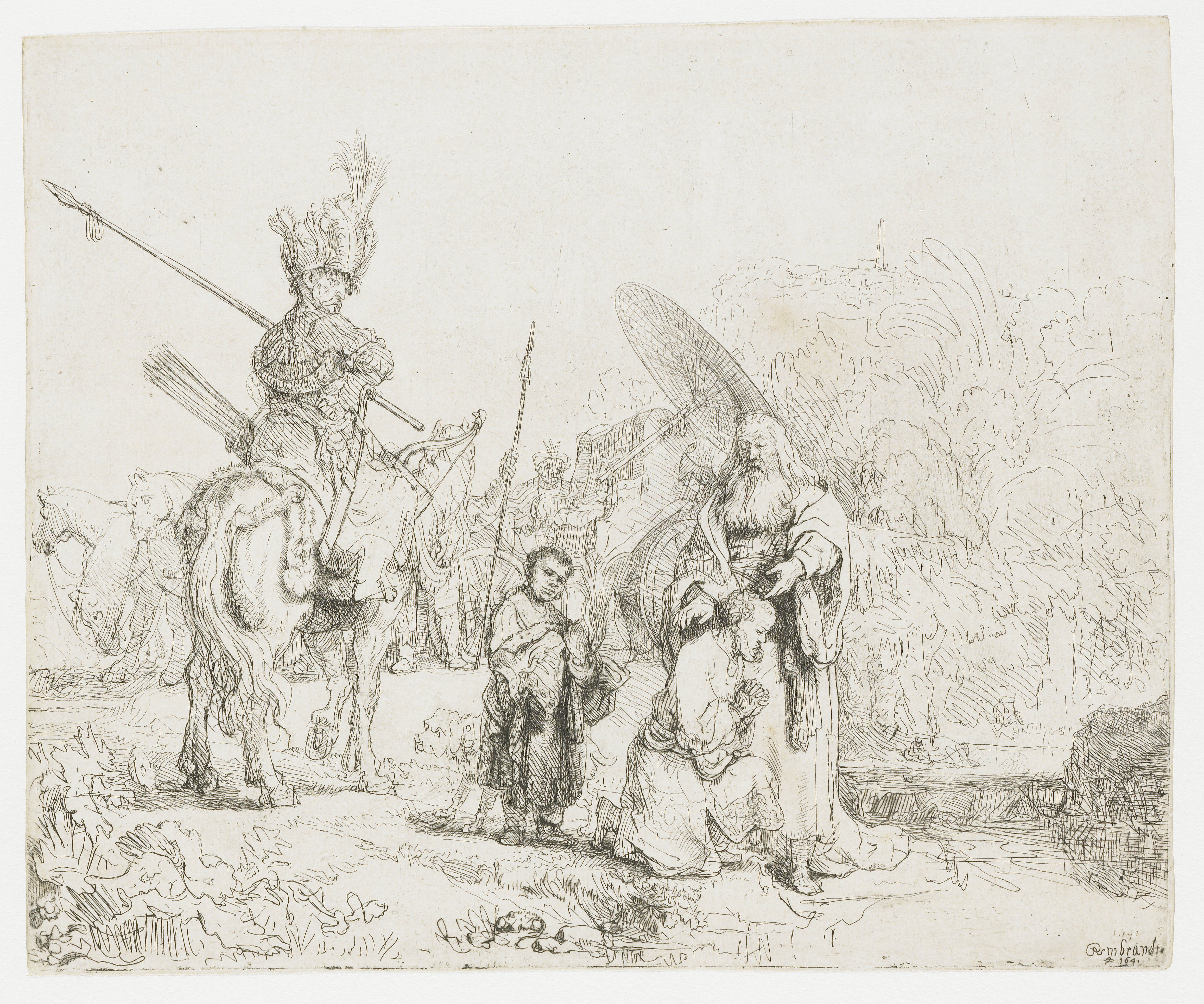
Die Taufe des Eunuchen, Rembrandt, 1641, Radierung und Kaltnadel, 17,8 × 21,4 cm, Bartsch 98, zweiter Zustand, Rijksmuseum Amsterdam

Nach der Taufe des Kämmerers malte Rembrandt spätestens 1631 ein weiteres Bild mit dem Motiv, das nur in Kopien überliefert ist. Eine außergewöhnlich große Radierung des Jan Gillisz. van Vliet aus dem Jahr 1631 gibt das Gemälde wieder, am unteren Rand befindet sich der Hinweis auf den Entwurf durch Rembrandt. Eine gemalte Kopie eines unbekannten Nachfolgers aus dem 17. Jahrhundert, eine von mehreren Kopien des Gemäldes, befand sich Anfang des 20. Jahrhunderts in der Sammlung des Großherzogs von Mecklenburg in Mecklenburg-Schwerin und wurde 2008 von Christie’s in Amsterdam an einen unbekannten Käufer versteigert. Eine weitere Kopie befand sich ebenfalls zu Beginn des 20. Jahrhunderts im Landesmuseum Oldenburg und heute in der niederländischen Kremer Collection.
Eine Kreidezeichnung in der Staatliche Graphische Sammlung München wird auf etwa 1635 datiert, ein Zusammenhang mit anderen Werken ist nicht belegt. 1641 fertigte Rembrandt eine Radierung im Format 17,8 × 21,4 cm an, in der er wieder auf die Bildkomposition Lastmans zurückkam. Eine Zeichnung in Feder und brauner Tinte im Pariser Louvre gilt als Entwurf dieser Radierung.
In der Vergangenheit wurde Rembrandt ein weiteres Gemälde zugeschrieben, das die Taufszene in eine weitläufige Landschaft einbettet. Die Landschaft mit der Taufe des Kämmerers gilt heute als ein Werk Ferdinand Bols und befindet sich als Leihgabe der Pelikan AG im Niedersächsischen Landesmuseum Hannover. Drei Zeichnungen eines abweichenden Motivs, die alle auf ein verschollenes Werk Rembrandts zurückgeführt werden, befinden sich im Kupferstichkabinett des Herzog Anton Ulrich-Museum in Braunschweig in der Scottish National Gallery in Edinburgh und – mit leicht abweichender Bildkomposition – im Fogg Art Museum in Cambridge, Massachusetts.

Die Taufe des Kämmerers bei Rembrandt van Rijn
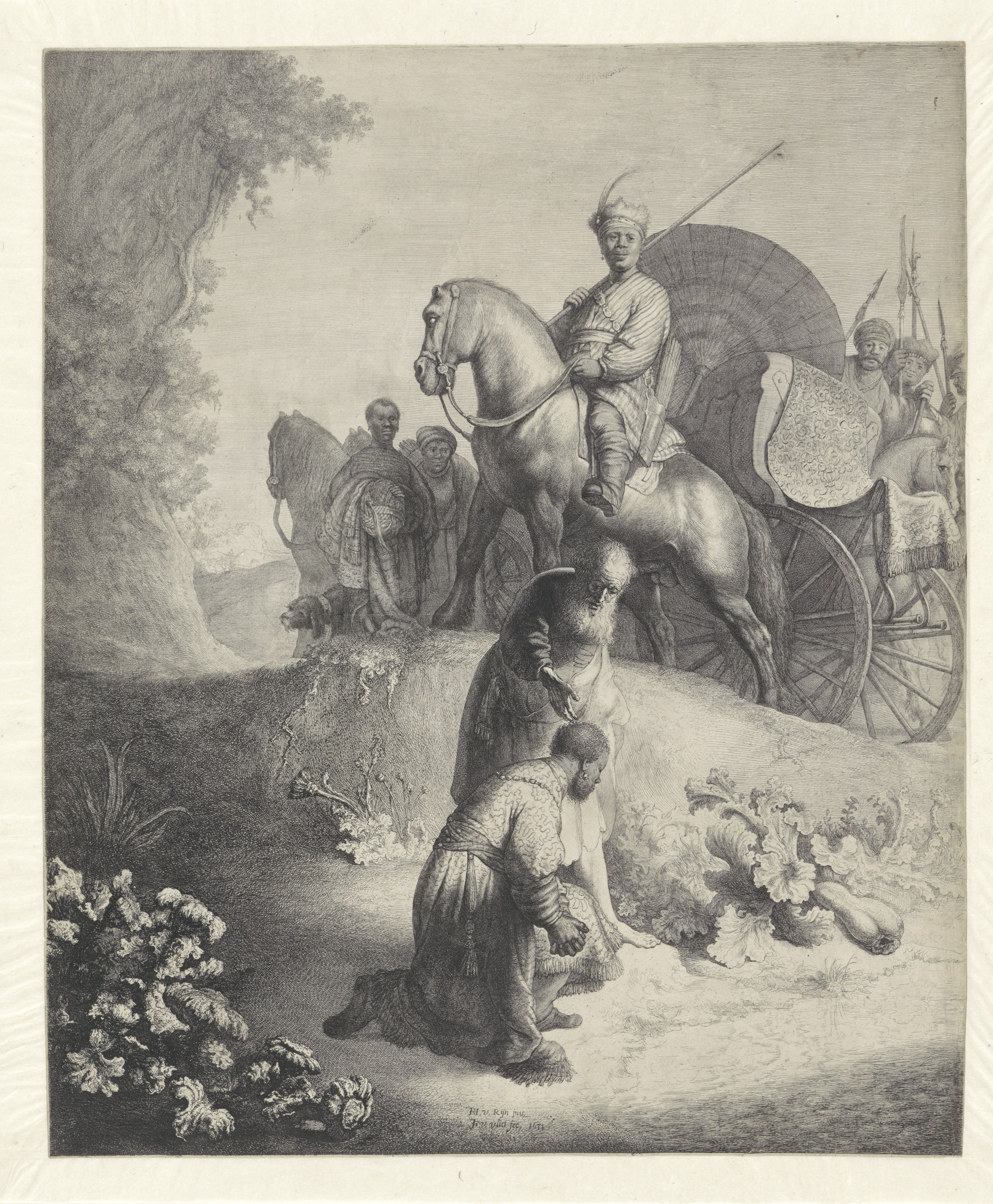
Die Taufe des Eunuchen, Jan Gillisz. van Vliet, 1631, Radierung nach einem verschollenen Gemälde Rembrandts, 59,2 × 49,1 cm
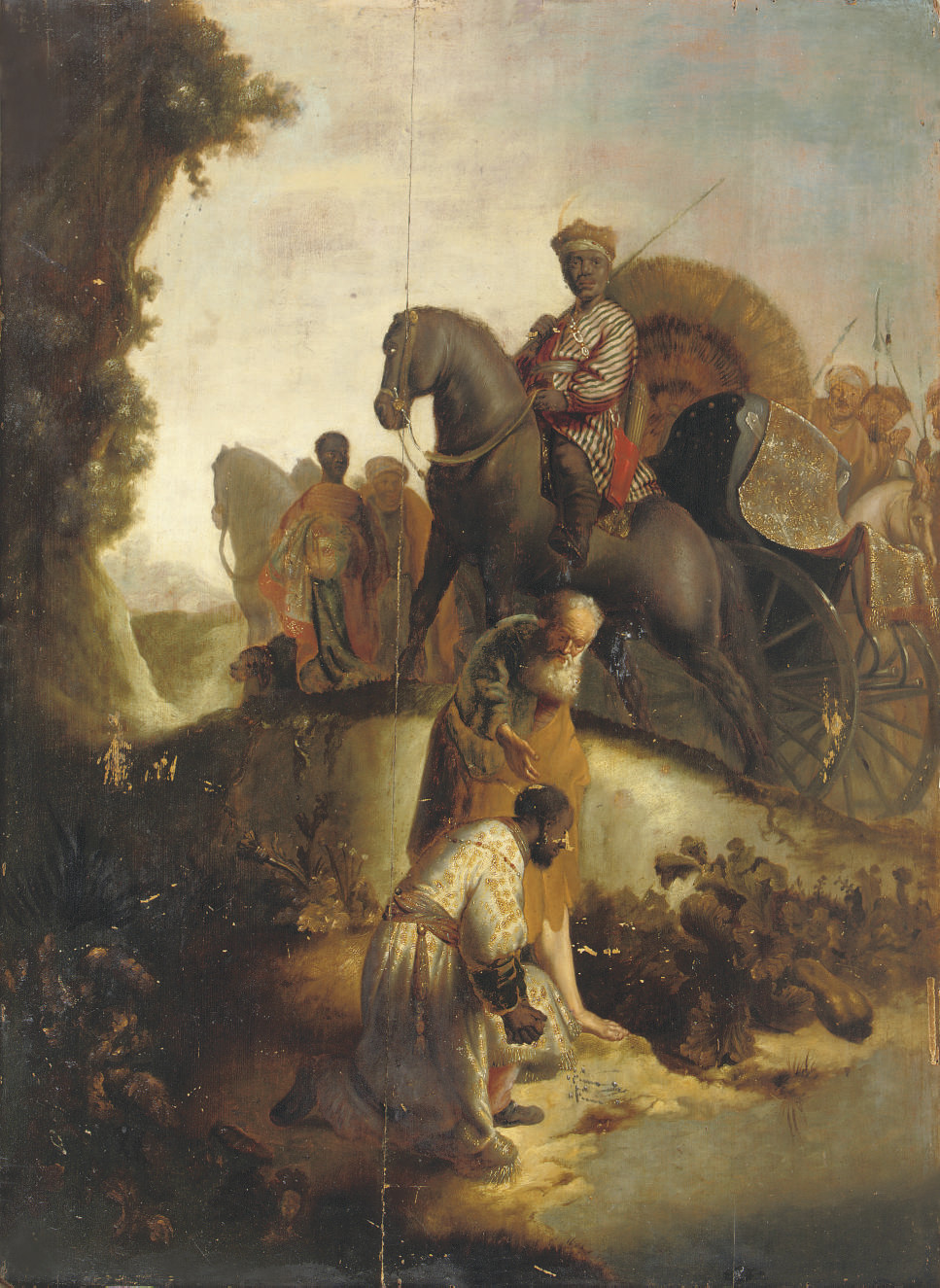
Die Taufe des Eunuchen, unbekannter Nachfolger nach einem verschollenen Original Rembrandts, 17. Jh., Öl auf Holz, 122,3 × 88,8 cm, Privatbesitz
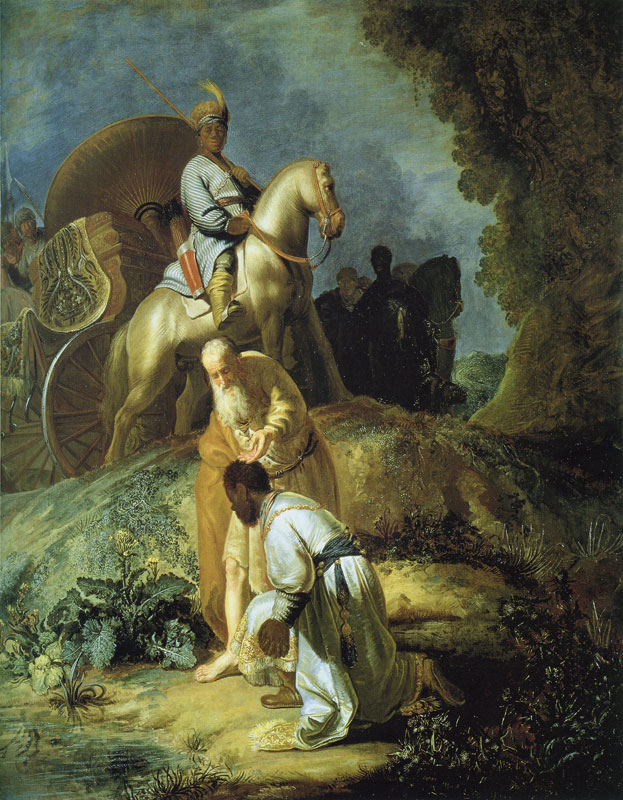
Die Taufe des Eunuchen, unbekannter Nachfolger nach einem verschollenen Original Rembrandts, ca. 1631, Öl auf Holz, 115 × 89 cm, Kremer Collection, Netherlands
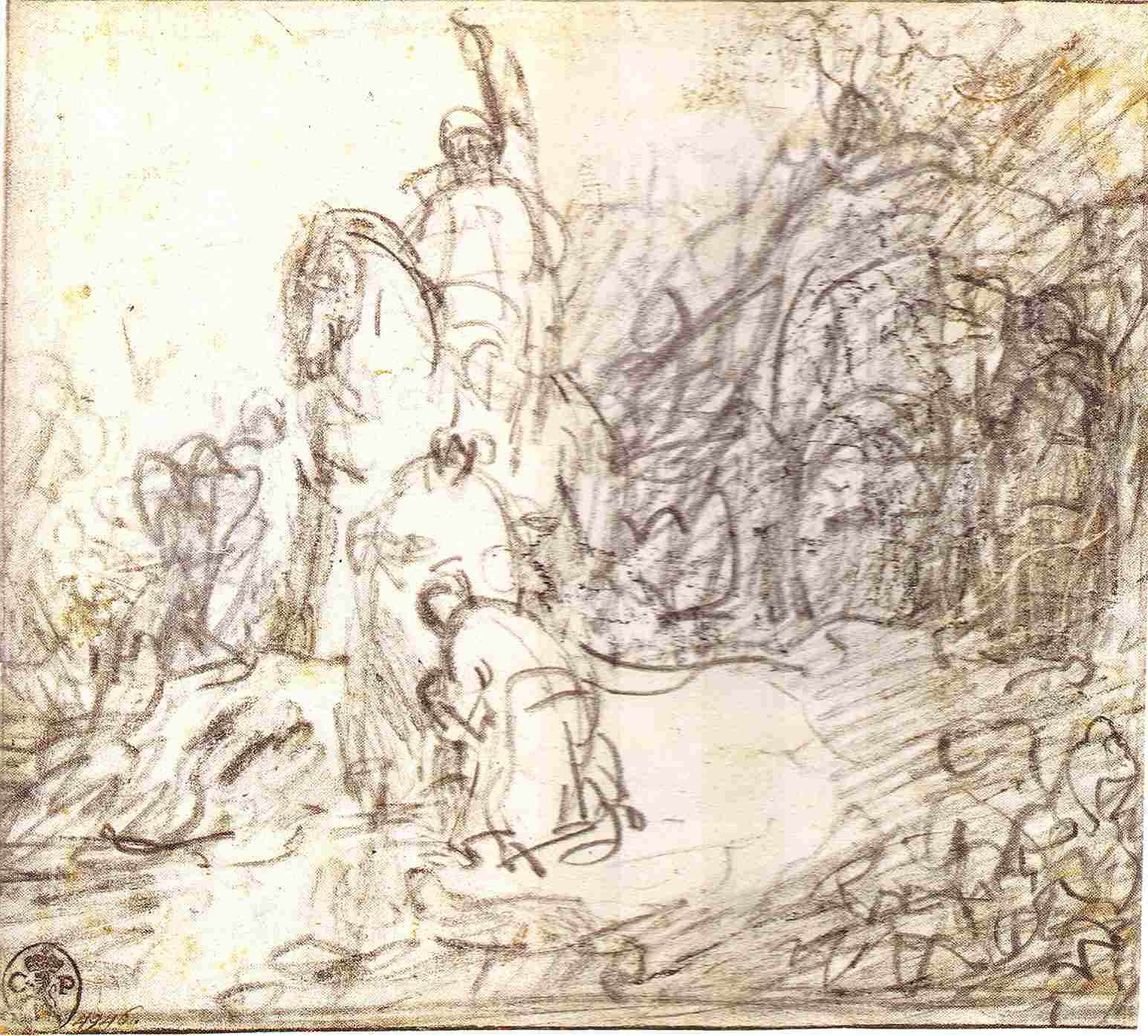
Die Taufe des Eunuchen, ca. 1635, schwarze Kreide auf Papier, 19,2 × 21,1 cm, Staatliche Graphische Sammlung München
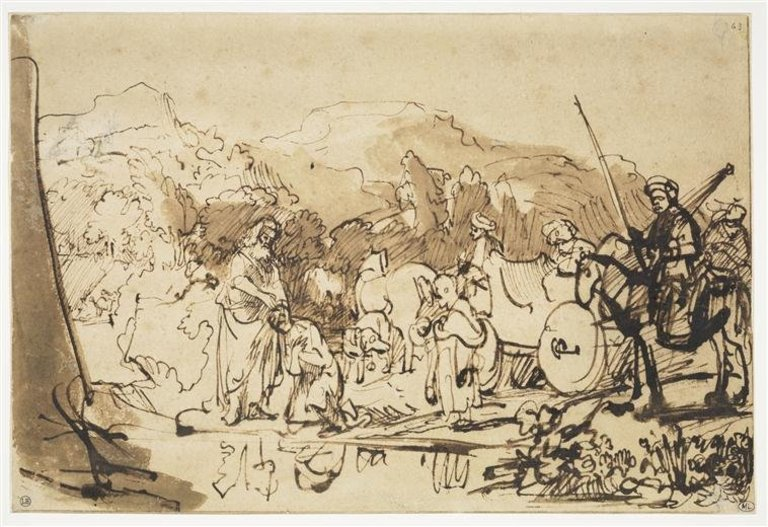
Der Diakon Philippus tauft den Eunuchen vom äthiopischen Hof – ca. 1641, Feder und braune Tinte auf Papier, 17,4 × 26,0 cm, Louvre, Paris

## Rezeption

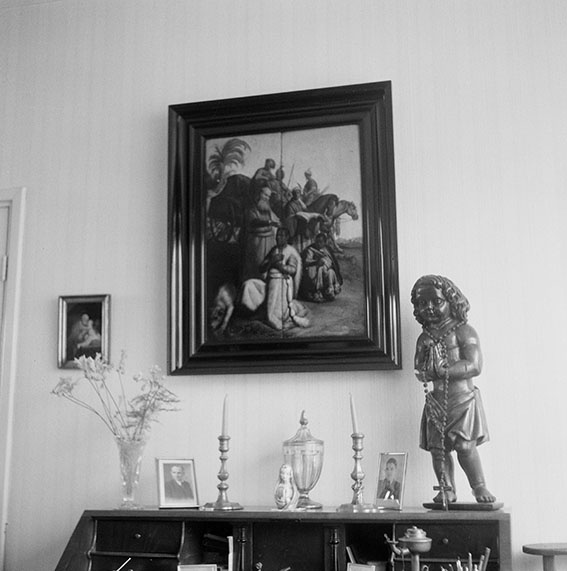
Aufhängung im Wohnzimmer der letzten privaten Eigentümerin, 1974

Der niederländische Kunsthistoriker Henri L. M. Defoer veröffentlichte 1977 einen Aufsatz über die Taufe des Kämmerlings, in dem er Angaben über die Umstände des Funds und den Zustand des Gemäldes machte, und eine kunsthistorische Einordnung vornahm. Seine Einschätzungen, insbesondere zur Authentizität des Gemäldes, sind in der Forschung akzeptiert. 1982 wurde Die Taufe des Kämmerlings von den Mitgliedern des Rembrandt Research Project im ersten Band ihres Corpus of Rembrandt Paintings als ein gut erhaltenes Original aus dem Jahr 1626 bezeichnet, das zuverlässig signiert und datiert sei. Die Einschätzung wurde 2015 im sechsten Band bekräftigt. Christian Tümpel führt die Taufe des Kämmerlings als Nummer 35 in seinem 1986 veröffentlichten Werkverzeichnis der Gemälde Rembrandts auf.

## Provenienz
Über die Geschichte des Gemäldes, das in der kunsthistorischen Literatur bis zu seiner Entdeckung nie erwähnt wurde, ist bis zum 19. Jahrhundert nichts bekannt. Das erzbischöfliche Museum in Utrecht, heute das Museum Catharijneconvent, wurde 1973 von einer älteren Dame aus Nijmegen um die Begutachtung eines mittelalterlichen Franziskusbildes gebeten, das sie möglicherweise dem Museum nachlassen wolle. Bei seinem Besuch im folgenden Jahr fand der Kunsthistoriker Henri L. M. Defoer im Wohnzimmer des Haushalts neben dem genannten Franziskusbild ein Gemälde vor, das ihn an das Frühwerk Rembrandts erinnerte. Als sich der Verdacht der Urheberschaft Rembrandts verstärkte, wurde das Gemälde, zunächst als Leihgabe, an das Museum übergeben. Nach Angaben der Besitzerin, einer Verwandten des Architekten Willem Bijlard (1875–1940), wurde das Gemälde um 1900 von ihrem Großvater gekauft.
Das Gemälde konnte im Februar 1976 durch das Erzbischöfliche Museum Utrecht, dem heutigen Museum Catharijneconvent, erworben werden. Der Ankauf wurde durch die finanzielle Unterstützung der Stiftungen Vereniging Rembrandt und Prins Bernhardfonds ermöglicht.

## Ausstellungen (chronologisch)
- Aartsbisschoppelijk Museum Utrecht, Utrecht, Niederlande. Ausstellung Rembrandt, „de doop van de kamerling“ (deutsch: Rembrandt, „Die Taufe des Kämmerers“), 31. März bis 10. Mai 1976.
- Museum De Lakenhal, Leiden, Niederlande. Ausstellung Geschildert tot Leyden anno 1626 (deutsch: Gemalt in Leiden anno 1626), 18. November 1976 bis 9. Januar 1977, Katalognr. 25.
- Museum De Lakenhal, Leiden, Niederlande. Ausstellung Rembrandt & Lievens in Leiden: „een jong en edel schildersduo“ (deutsch: Rembrandt & Lievens in Leiden: „Ein junges und edles Malerpaar“), 4. Dezember 1991 bis 1. März 1992, Katalognr. 49.
- Gemäldegalerie Alte Meister, Kassel, Deutschland. Ausstellung Der junge Rembrandt. Rätsel um seine Anfänge, 3. November 2001 bis 27. Januar 2002, Katalognr. .
- Museum Het Rembrandthuis, Amsterdam, Niederlande. Ausstellung Het mysterie van de jonge Rembrandt (deutsch: Das Geheimnis des jungen Rembrandt), 20. Februar bis 26. Mai 2002, Katalognr. 3.
- Nationalmuseum Kyōto, Japan. Ausstellung Rembrandt Rembrandt, 3. November 2002 bis 8. Januar 2003, Katalognr. 1.
- Städelsches Kunstinstitut, Frankfurt am Main, Deutschland. Ausstellung Rembrandt Rembrandt, 1. Februar bis 11. Mai 2003, Katalognr. 1.
- Museum De Lakenhal, Leiden, Niederlande. Ausstellung Rembrandt in zijn Leidse periode (deutsch: Rembrandt in seiner Leidener Periode), 1. Dezember 2005 bis 1. April 2006.
- Kloosterkerk, Den Haag, Niederlande. Anlässlich der Taufe der Ariane Wilhelmina Máxima Ines van Oranje, Prinzessin der Niederlande und Prinzessin von Oranje-Nassau, 20. Oktober 2007.
- Museum Catharijneconvent, Utrecht, Niederlande. Ausstellung Met passie geschilderd: topstukken uit de Gouden Eeuw (deutsch: Mit Leidenschaft gemalt. Spitzenstücke des Goldenen Zeitalters), 26. April bis 14. September 2008, Katalognr. 45.
- Graphische Sammlung Albertina, Wien, Österreich. Ausstellung Das Zeitalter Rembrandts, 4. März bis 21. Juni 2009, Katalognr. 63.
- Museum Catharijneconvent, Utrecht, Niederlande. Ausstellung Verborgen verhalen: oude meesters uit eigen collectie (deutsch: Verborgene Geschichten. Alte Meister aus unserer eigenen Sammlung), 2. Juni bis 4. September 2011.
- Museum Catharijneconvent, Utrecht, Niederlande. Ausstellung Gerrit Pieterzn, de andere Sweelinck (deutsch: Gerrit Pieterzn., der andere Sweelinck), 27. Juli bis 7. Oktober 2012.
- Museum Catharijneconvent, Utrecht, Niederlande. Ausstellung Vormen van verdraagzaamheid: religieuze tolerantie in de Gouden Eeuw (deutsch: Formen der Verträglichkeit. Religiöse Toleranz im Goldenen Zeitalter der Niederlande), 6. September 2013 bis 5. Januar 2014.
- Museum Catharijneconvent, Utrecht, Niederlande. Ausstellung Thuis in de Bijbel: oude meesters, grote verhalen (deutsch: In der Bibel zuhause. Alte Meister, große Erzählungen), 8. Februar bis 10. August 2014.
- Szépművészeti Múzeum, Budapest, Ungarn. Ausstellung Rembrandt & the Dutch Golden Age, 30. Oktober 2014 bis 15. Februar 2015, Katalognr. 81.